# NSU Motorenwerke
La NSU è stata una casa tedesca famosa in passato sia in campo automobilistico sia in quello motociclistico. Fondata nel 1873 come Neckarsulmer Strickmaschinenfabrik, azienda produttrice di macchine per maglieria, è poi passata alla costruzione di biciclette e, dagli inizi del XX secolo, di motocicli e automobili.

## Storia

### I primi anni

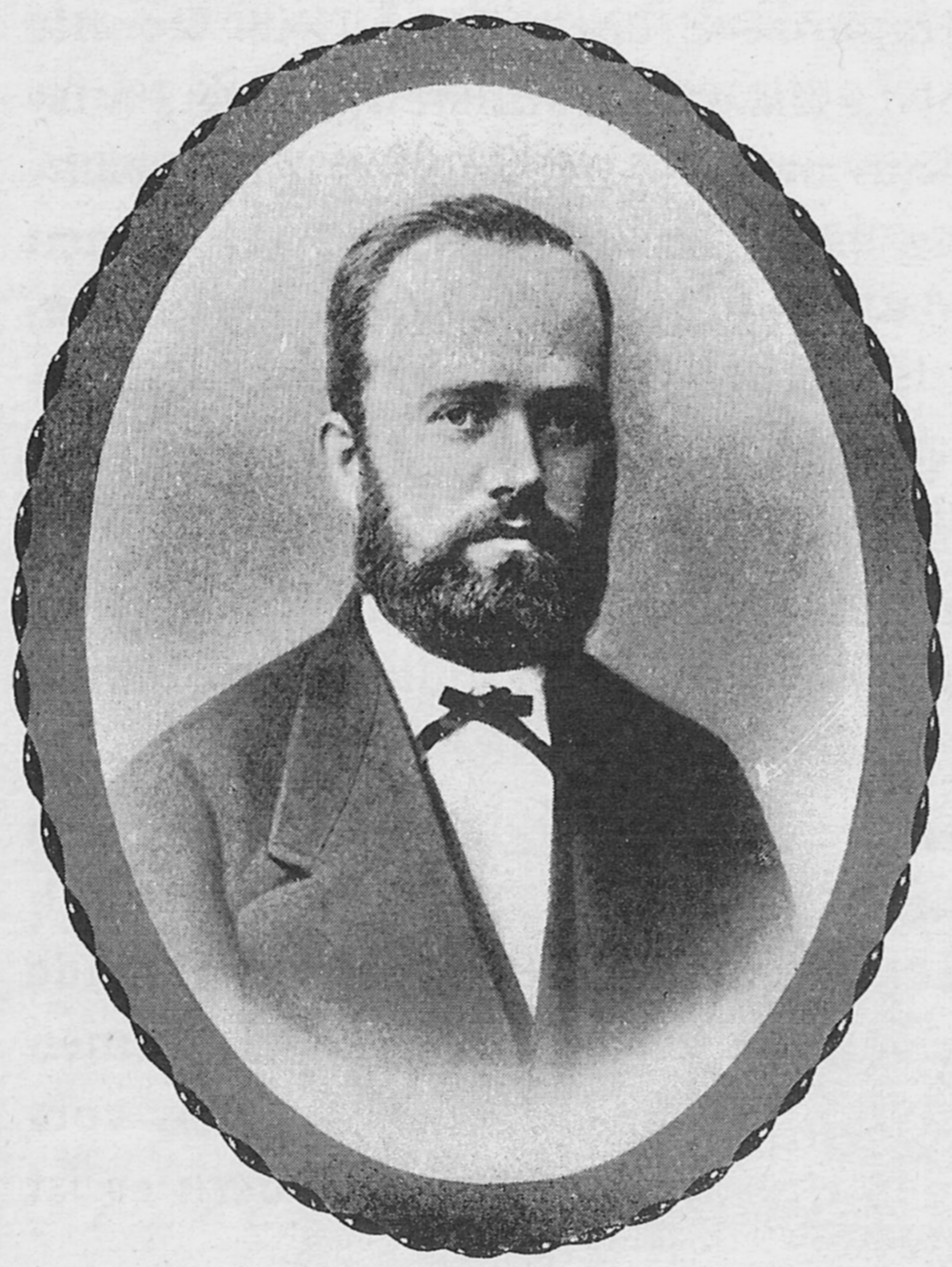
Christian Schmidt, uno dei fondatori della Casa

Questa Casa tedesca fu fondata nel 1873 da Christian Schmidt ed Heinrich Stoll, due giovani meccanici che registrarono la ragione sociale Mechanische Werkstätte zur Herstellung von Strickmaschinen (Officina meccanica per la costruzione di macchine per maglieria). La sede operativa della nuova azienda fu inizialmente nella cittadina di Riedlingen, un piccolo centro bagnato dal Danubio, a un centinaio di km dal punto in cui lo stesso fiume nasce. Il campo di specializzazione della piccola fabbrica fu appunto quello relativo alla costruzione di macchine per maglieria, a cui i due giovani neo-imprenditori si dedicarono con successo.
Nel 1876, però, la coppia di fondatori si divide a causa di alcune divergenze tra essi: Heinrich Stoll lasciò la fabbrica per dedicarsi ad un'altra attività. Christian Schmidt rimase invece a condurre da solo l'azienda di Riedlingen, che stava comunque crescendo: il volume di affari che nel frattempo stava aumentando fece nascere l'esigenza di ingrandirsi e di lì a non molto si mise alla ricerca di un nuovo e più grande lotto di terreno in cui traslocare. Fu solo nel 1880 che finalmente la piccola fabbrica di macchine per maglieria traslocò a Neckarsulm in un ex-segheria. Vale la pena aprire una piccola parentesi relativa all'origine del nome NSU utilizzato in seguito per l'azienda che produceva biciclette, motociclette e automobili. Quando l'azienda produceva macchine per maglieria a Neckarsulm la ragione sociale era "Neckarsulmer Strickmaschinen Union", ma nel momento in cui l'oggetto della produzione cambiò venne utilizzato il nome NSU, nome tratto da tre lettere che componevano il nome della città in cui risiedeva la società (Neckarsulm).

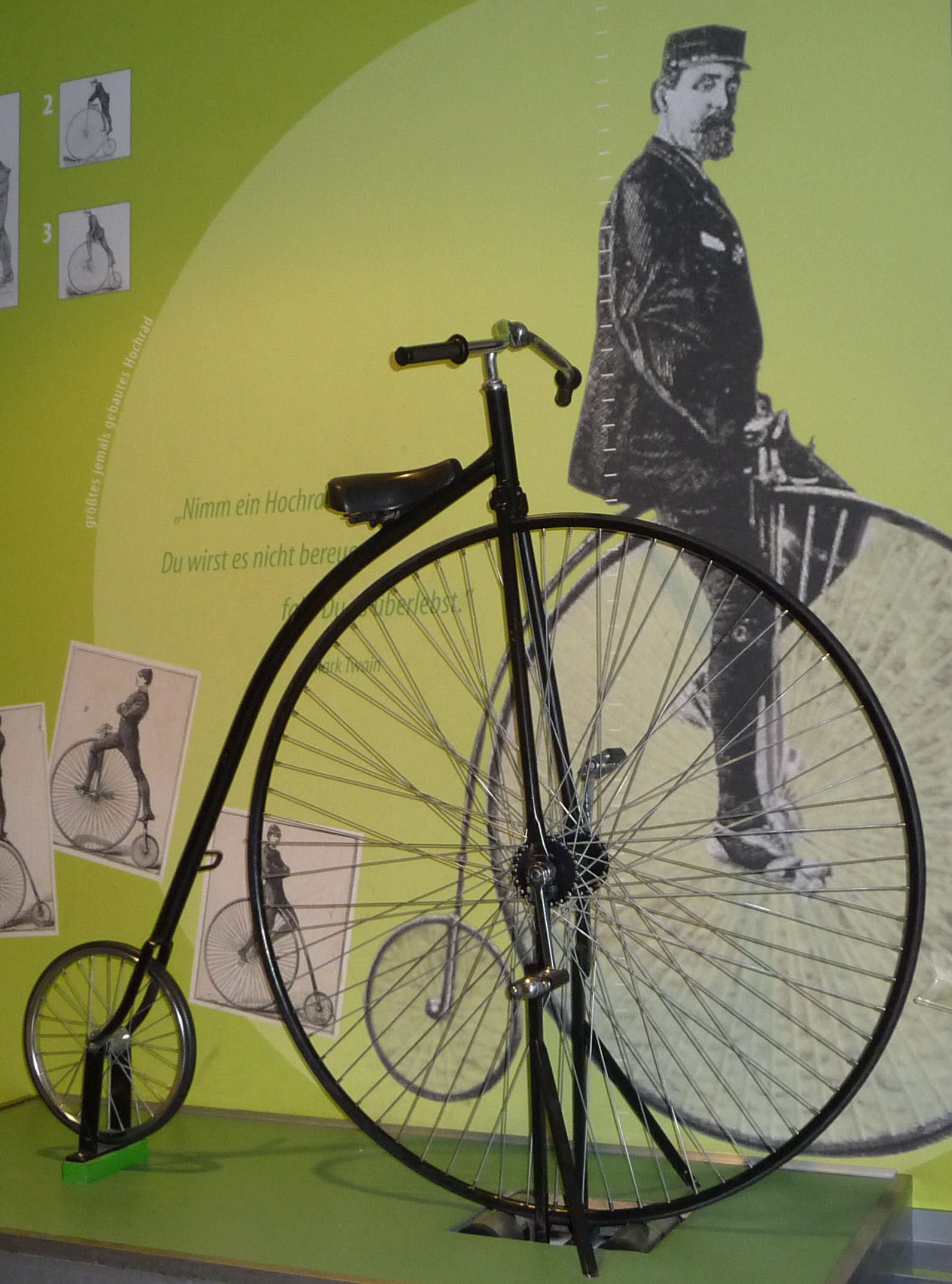
Un velocipede a ruota alta prodotto dalla Neckarsulmer Strickmaschinenfabrik

Il 24 febbraio 1884 vi fu un gravissimo lutto, rappresentato dalla prematura scomparsa di Christian Schmidt. In seguito ad accordi stretti con il cognato Gottlob Banzhaf, Schmidt stabilì che sarebbe stato quest'ultimo a prendere in mano le redini dell'azienda dopo la sua morte, acconsentendo fra l'altro anche alla trasformazione della stessa in una società per azioni. Fu così che nacque la Neckarsulmer Strickmaschinenfabrik AG, una società che vide Banzhaf nel ruolo di direttore generale, mentre come direttore tecnico vi fu Ludwig Zeidler.
Un progressivo calo di domanda nel settore della macchine per maglieria fu alla base dell'esigenza di diversificare la produzione: per questo, a partire dal 1886, la fabbrica cominciò ad occuparsi anche della produzione di velocipedi biciclo. Il modello Germania in particolare fu molto apprezzato dalla clientela. La sua fama oltrepassò anche i confini tedeschi e le vendite raggiunsero un buon livello anche all'estero. La Neckarsulmer Strickmaschinenfabrik fu la prima azienda nel Baden-Württemberg ad occuparsi della produzione di bicicli. A partire dal 1888 la produzione si estese ulteriormente con l'introduzione di una vera e propria bicicletta. Degni di nota furono i modelli Gazelle e Pfeil, che riscossero anch'essi un buon successo.
Per contro, la domanda di macchine per maglieria, sia industriali che da casa, continuò a diminuire: le cause di tale calo non furono da ricercare in errori di gestione aziendale o nella scarsa qualità dei prodotti, ma piuttosto nella miope amministrazione dell'impero germanico, che impose pesanti dazi sulle esportazioni dei prodotti tedeschi, ivi compresa anche la produzione della fabbrica di Neckarsulm. La situazione peggiorò a tal punto che già nel 1892 cessò definitivamente la produzione delle prime, mentre per quelle da casa, la produzione proseguì per altri cinque anni, dopodiché nel 1897, anche per esse giunse il momento della definitiva scomparsa dai piani industriali della fabbrica.

### Dalla bicicletta alla motocicletta

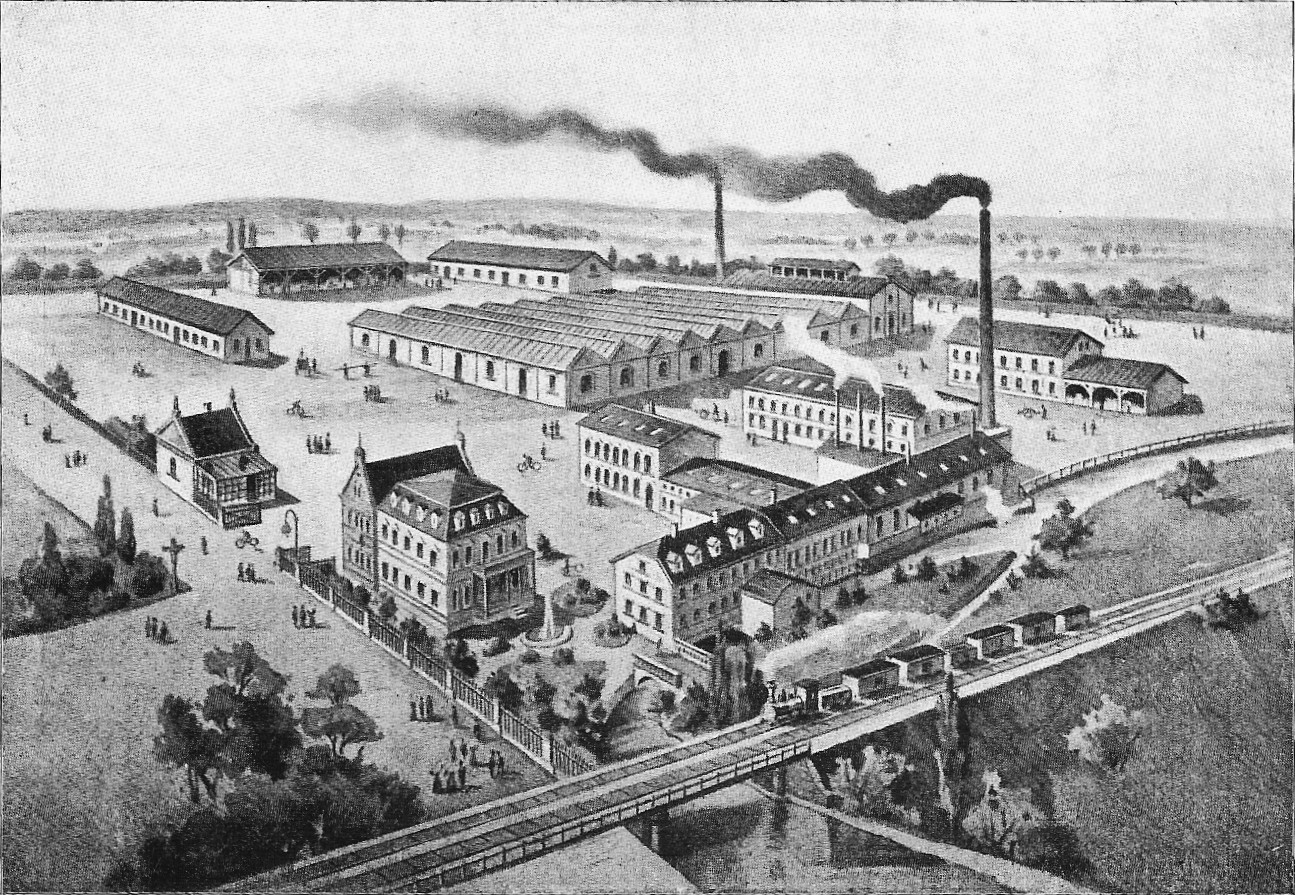
La fabbrica di Neckarsulm nel 1900

Nel frattempo proseguì con successo la produzione di biciclette: dal momento che il 1897 vide questi mezzi a propulsione muscolare come unico articolo rimasto nei piani produttivi dell'azienda di Neckarsulm, la ragione sociale mutò nuovamente per divenire Neckarsulmer Fahrradwerke AG (Fabbrica di biciclette di Neckarsulm). I riscontri furono talmente positivi da suscitare non solo i consensi di una nutrita fetta di clientela, ma come si vedrà in seguito anche un cliente del tutto particolare. Intanto, la produzione di biciclette aumentò a tal punto che se nel 1891 la fabbrica poté contare su 60 dipendenti, nel 1898 essi divennero addirittura 420!
Tuttavia, fu proprio a partire dal 1898 che anche per la bicicletta cominciò a manifestarsi un trend negativo: per questo motivo, di lì a non molto, alla fortunata produzione di biciclette si affiancò anche quella motociclistica. Il primo modello prodotto e commercializzato fu introdotto nel 1901 e prese la denominazione di 1½ PS, dove la sigla stava ad identificare la potenza massima di 1.5 CV erogata dal piccolo motore monocilindrico di origine Zedel, una fabbrica di motori svizzera. A questo primo modello ne seguirono successivamente altri, via via sempre più prestanti ed equipaggiati anche con motori bicilindrici, tutti a 4 tempi. Il marchio utilizzato per queste prime motociclette fu quello di Neckarsulm, anche se la scritta sul serbatoio recitava Neckarsulmer Motorrad. Quello delle due ruote fu il comparto che fece universalmente conoscere il marchio teutonico, grazie anche ai notevoli successi che la casa ottenne nelle competizioni motociclistiche. Nel giro di pochissimi anni, già molto prima dello scoppio della prima guerra mondiale, la fabbrica divenne il primo costruttore di motociclette al mondo, surclassando realtà industriali già ampiamente affermate come la Peugeot. Di seguito vengono mostrati alcuni dei principali modelli prodotti dalla fabbrica di Neckarsulm durante il primo decennio di produzione motociclistica:
| Neckarsulm 1½ PS | NSU Dreirad | Neckarsulm 1¼ PS | NSU 3½ PS 402 cc | NSU Rennmotorrad 2½ PS | NSU 3½ PS 495 cc |
| ---------------- | ----------- | ---------------- | ---------------- | ---------------------- | ---------------- |
|                  |             |                  |                  |                        |                  |
| 1901-03          | 1904        | 1906-08          | 1908-11          | 1910                   | 1912-21          |

Nel 1904 cominciò ad apparire per la prima volta la sigla N.S.U., scritta con i puntini fra una lettera e l'altra, mentre il numero di dipendenti salì a 700. In quel periodo comparvero anche dei veicoli particolari, come uno strano triciclo con due ruote davanti ed una dietro. La parte posteriore era quella di una motocicletta, mentre quella anteriore ospitava un piccolo divanetto per accogliere due persone. In alternativa poteva anche essere utilizzato per il trasporto di merci, ma in ogni caso la guida era affidata a chi sedeva dietro, sul normale sellino motociclistico. La crescita industriale non si arrestò, anzi, un'ulteriore grande novità stava per interessare anche la produzione della fabbrica sveva: l'avvento dell'automobile.

### L'espansione produttiva con l'ingresso nel settore automobilistico

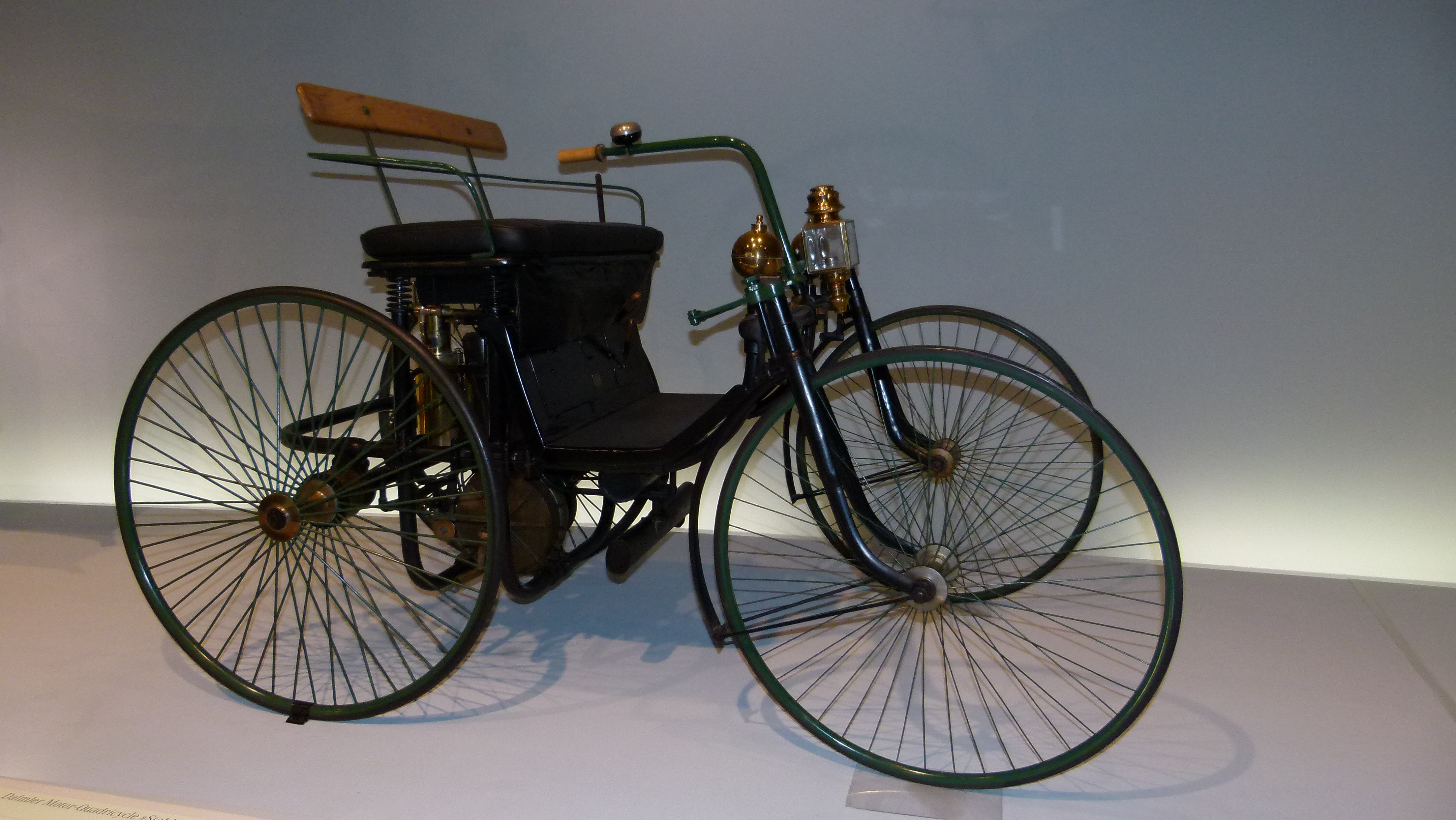
Una delle due Daimler Stahlradwagen prodotte: il suo telaio fu opera della Neckarsulmer Strickmaschinenfabrik

In realtà, un primo contatto con l'automobile vi era stato già molto tempo prima, quando ancora la fabbrica di Neckarsulm era rinomata per le sue macchine per maglieria, sebbene la richiesta avesse già cominciato a calare e già da qualche tempo la produzione era stata estesa alle biciclette. Si è già accennato in precedenza al fatto che le biciclette della Neckarsulmer fossero particolarmente apprezzate, e non solo dalla normale clientela, ma anche da un altro particolare cliente, anzi due: Gottlieb Daimler e Wilhelm Maybach. I due personaggi, di fondamentale importanza nella storia dell'automobile, avevano già realizzato la loro prima carrozza a motore nel 1886 e due anni dopo decisero di dedicarsi alla realizzazione di una nuova vettura dalle caratteristiche inedite in quanto non più basata sull'ossatura di una tradizionale carrozza. Maybach, il genio tecnico della giovanissima azienda, pensò ad un quadriciclo con telaio derivato da quello di una di quelle biciclette che tanto successo stavano ottenendo in quel periodo. Per questo, dal suo laboratorio di Stoccarda, si recò nella vicina Neckarsulm per proporre la progettazione e la realizzazione di un quadriciclo dotato di telaio tubolare all'interno del quale doveva passare il liquido di raffreddamento del motore. Fu così che di lì a non molto nacque la cosiddetta Stahlradwagen, la cui struttura telaistica sarebbe stata adottata anche dalla Peugeot, che ne avrebbe derivato la sua prima vettura a motore endotermico, la Type 2.
Insomma, la Neckarsulmer Strickmaschinenfabrik ebbe già modo di muovere i primi passi nel modo automobilistico, all'epoca ancora agli albori, partecipando alla realizzazione di un modello che tra l'altro avrebbe riscosso particolare successo e destato parecchia curiosità all'Exposition Universelle che si sarebbe tenuta a Parigi nel 1889. Ma i tempi non erano ancora maturi per approdare definitivamente alla produzione automobilistica. Lo sarebbero stati solo quindici anni dopo, quando il successo nel settore motociclistico spinse la Nackarsulmer a compiere il passo successivo e a tentare il debutto in campo automobilistico. Mancando ancora le basi per la costruzione in proprio di telai automobilistici, si rese necessario ricorrere inizialmente all'acquisto di una licenza di costruzione presso qualche altro costruttore già affermato. Fu la Compagnie Belge de Construction Automobiles, più nota come Pipe a vendere la licenza alla Neckarsulmer nell'autunno del 1905. La Pipe era all'epoca una giovanissima realtà industriale belga con sede a Bruxelles, nata pochi anni prima, nel 1896, e che in breve tempo era arrivata a proporre una gamma di modelli interessante ed innovativa sotto il profilo tecnico, basti pensare che i motori prodotti dalla Pipe vantavano fra l'altro soluzioni come la distribuzione a valvole in testa e le camere di scoppio emisferiche. In particolare, la fabbrica di Neckarsulm fu interessata alla produzione su licenza dei modelli 18/28 CV e 35/50 CV.

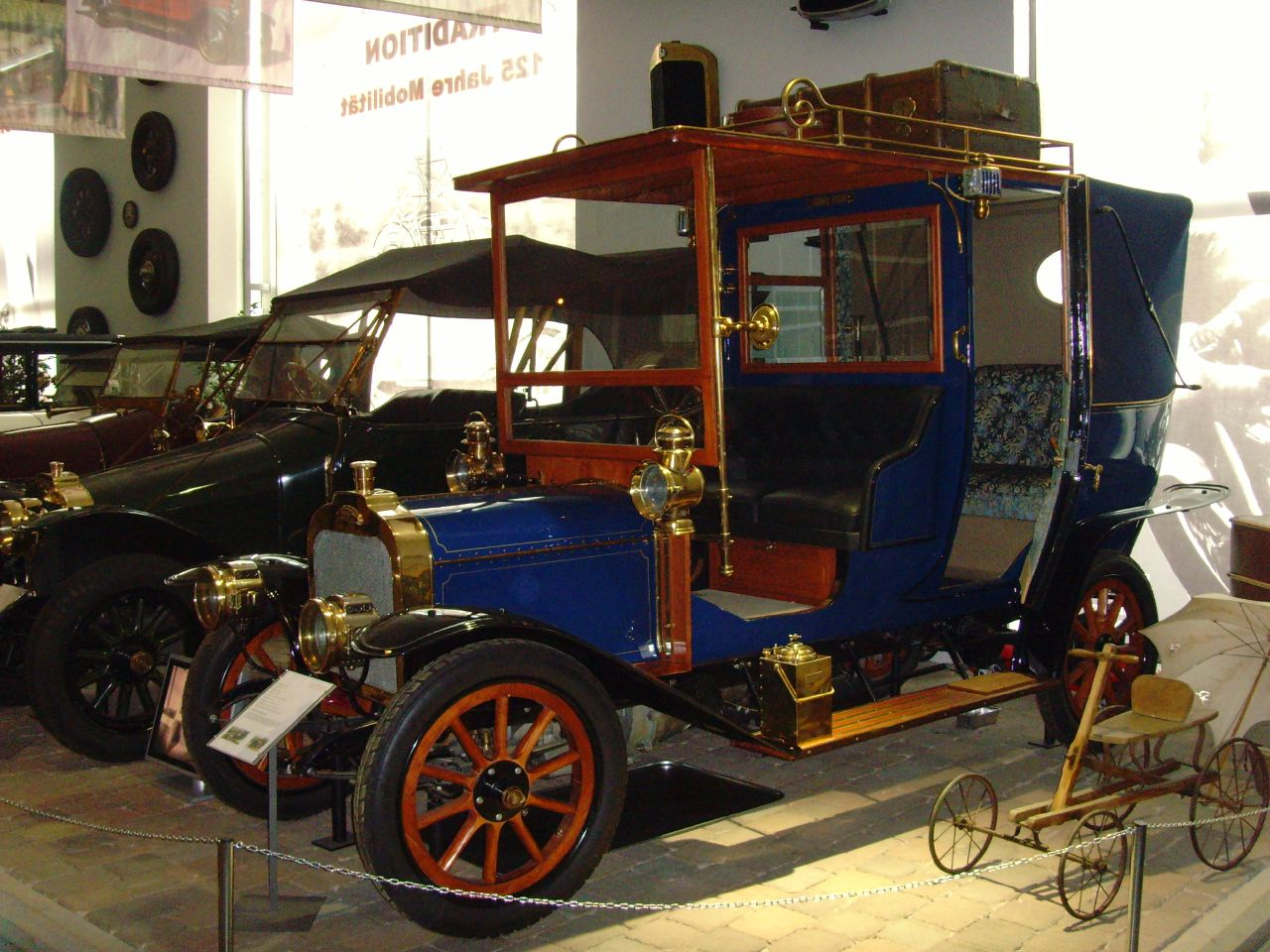
Una 8/15 PS del 1907, uno dei modelli più apprezzati nel primo lustro di produzione automobilistica della fabbrica di Neckarsulm

Entro la fine dello stesso anno, i primi esemplari di 18/28 PS e di 35/50 HP videro la luce. Si trattò di due modelli economicamente impegnativi, specialmente in un'epoca come l'inizio del XX secolo, quando l'automobile era ancora un gingillo per pochi ricchi particolarmente eccentrici, oltre che facoltosi. Ma a partire dal 1906, la gamma si estese anche a fasce di mercato più basse con l'arrivo della 5/10 PS. Per chi necessitava di un mezzo da lavoro ecco comparire i modelli 6-8 PS e Sulmobil. Sia il 5/10 PS che i due mezzi commerciali erano invece spinti da motori prodotti dalla Neckarsulmer, che però montavano un più tradizionale schema di distribuzione a valvole laterali. In particolare il Sulmobil Archiviato il 27 gennaio 2016 in Internet Archive. era un triciclo con due ruote al retrotreno ed una all'avantreno. In pratica fu chiamato a sostituire il precedente triciclo del 1904 e fu proposto anche in versione per trasporto di sole persone, in cui al posto del cassone posteriore fu montato un piccolo divanetto. Sempre nel 1906 la 5/10 PS fu sostituita dalla 6/10 PS, mentre fra quest'ultima e le costose vetture su licenza Pipe andarono ad inserirsi, nei due anni seguenti, nuovi modelli allo scopo di arricchire la gamma e venire maggiormente incontro alle esigenze della potenziale clientela. Questi modelli non furono carrozzati a Neckarsulm, ma nella carrozzeria Drauz di Heilbronn, poco distante. Con questa carrozzeria, la Casa di Neckarsulm instaurò una partnership che sarebbe durata diversi decenni.
Sul finire del decennio, mentre la versione di base si evolse passando da 10 a 12 e successivamente a 14 CV di potenza massima, la Casa reintrodusse la 5/10 PS, ma stavolta in due varianti motoristiche, una dotata di bicilindrico e l'altra di quadricilindrico, entrambi da 1.1 litri e con potenza di 12 CV. Le due versioni su licenza Pipe furono sostituite da un solo modello, sempre basato su specifiche della Casa belga, e commercializzato come 25/40 PS.
Nel 1910 i modelli presenti nella gamma Neckarsulmer erano cinque, in quanto l'unica versione costruita su licenza Pipe fu nel frattempo tolta dal listino in quanto non particolarmente richiesta dal mercato. La gamma fu composta da quel momento in poi solo da modelli quasi interamente prodotti in loco, fatta eccezione per le carrozzerie, che videro comunque la partecipazione della carrozzeria Drauz. La sigla NSU non era ancora ufficialmente utilizzata, anche se già da anni, in molte locandine dell'epoca, spesso si faceva riferimento ai modelli della Casa continuando ad utilizzare (come già per le moto) la sigla N.S.U., mentre la ragione sociale della fabbrica continuò ad essere quella di Neckarsulmer Fahrradwerk AG. Per convincere anche gli scettici, cominciarono ad essere introdotte anche alcune vetture in gara, facendo esordire quindi la Casa di Neckarsulm nell'ambito dell'automobilismo sportivo. Gradualmente, la reputazione di questi modelli si fece sempre più solida e sinonimo di elevata qualità tecnica.

### Verso la Prima Guerra Mondiale
Il 7 febbraio 1913 avvenne finalmente la grande svolta: la ragione sociale dell'azienda fu mutata in Neckarsulmer Fahrzeugwerke AG e finalmente il marchio apposto sui vari modelli prodotti, sia di moto che di auto, fu ufficialmente quello di N.S.U., anche se ancora con i puntini. Particolarmente apprezzato in quel periodo fu il modello 8/24 PS, di fascia media e quindi richiesto da una fetta più ampia di clientela. Il suo motore da 2,1 litri erogava 24 CV di potenza massima, spingendo la vettura ad una velocità massima di 75 km/h, un ottimo compromesso. Inoltre, questo modello si distinse in molte competizioni, accrescendo ulteriormente gli indici di gradimento del pubblico.
L'avvento della prima guerra mondiale pose un freno, per molti versi definitivo, alla fervida attività della fabbrica di Neckarsulm: l'Impero Germanico impose alle fabbriche di convertire la produzione a fini bellici e la NSU non fece eccezione. Vale la pena di evidenziare una curiosità: i modelli prodotti fino a quel momento dalla fabbrica di Neckarsulm recavano HP come unità di misura della potenza indicata nelle loro denominazioni. Tale indicazione "all'inglese" verrà cambiata in "PS" (alla tedesca) solo alla fine della Grande Guerra e verrà utilizzata per indicare anche i modelli prodotti in precedenza. Ciò spiega il motivo per cui spesso molti testi in tedesco riportano la sigla in inglese. I modelli mantenuti in produzione durante il conflitto furono praticamente tutti quelli presenti nel listino fino a quel momento. In particolare furono richieste la già apprezzata 8/24 PS e la 5/15 PS: la prima, di dimensioni più generose, fu allestita principalmente come autoambulanza, mentre la seconda fu impiegata per permettere lo spostamento veloce di rappresentanti militari o per servizi particolari, come quello di trasporto merci. Per quest'ultimo tipo di servizio, molti esemplari furono allestiti come pick-up. Ma anche i modelli più grandi vennero riallestiti a scopo militare. Alla fine del 1914, alla produzione si aggiunsero anche degli autocarri, inizialmente con portate massime di 1,25 e 2,5 tonnellate, ma poi estese a 3 tonnellate. Anche la produzione motociclistica fu adeguata alla situazione ed alle richieste dell'Impero Germanico: in particolare, fu una motocicletta con motore da 3,5 CV ad essere allestita a scopi militari. In seguito, nel corso della guerra, l'autocarro con portata da 1,25 tonnellate fu sostituito da un altro autocarro con portata incrementata d 1,5 tonnellate, mentre vennero assemblati anche alcuni esemplari di autocarro con portata di 5 tonnellate e motore da ben 7,1 litri di cilindrata e potenza massima di 50 CV.

### Le difficoltà dopo la Grande Guerra

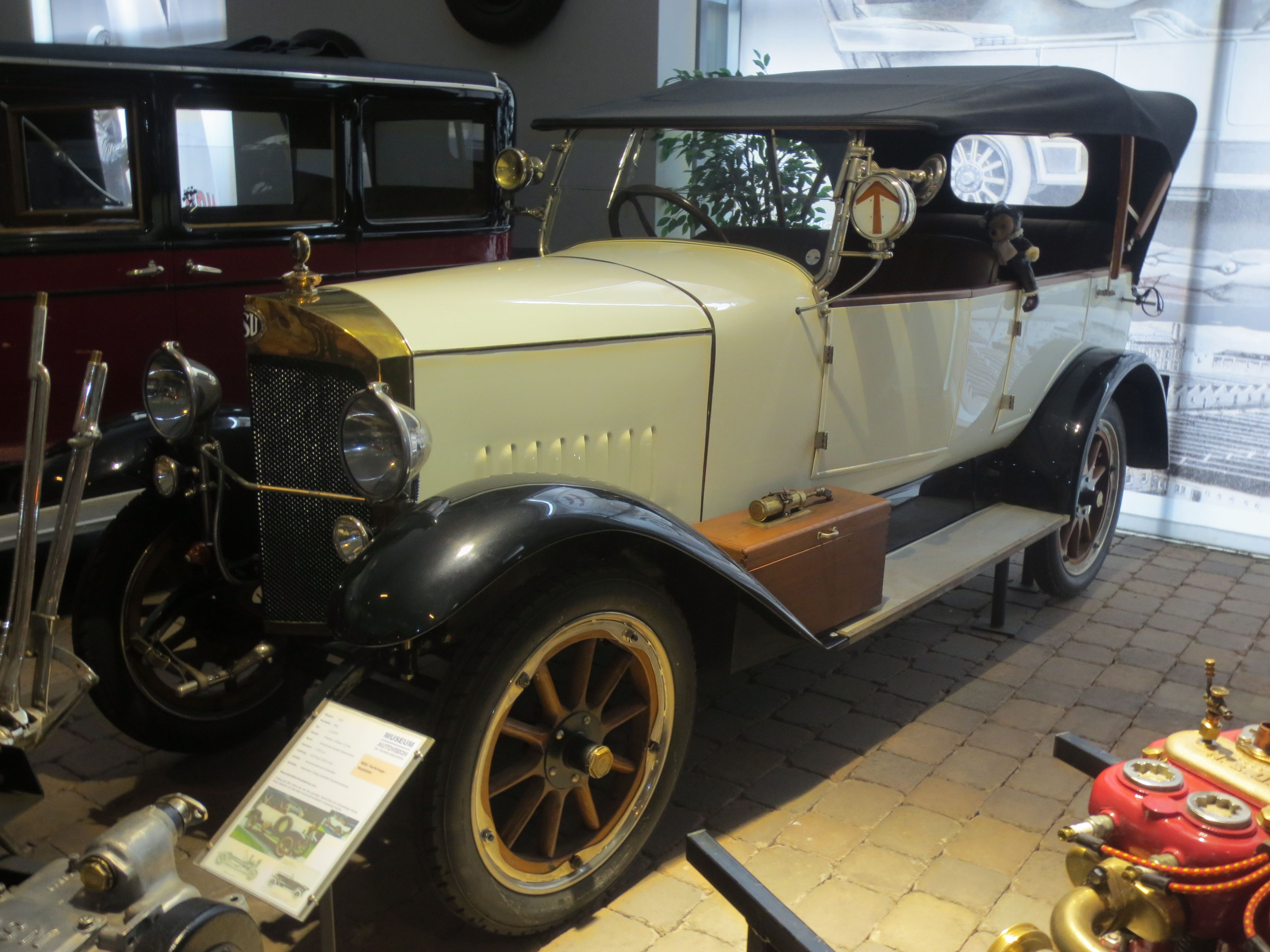
Una NSU 5/20 PS, ossia la 5/15 PS con potenza portata a 21 CV

Alla fine della Prima Guerra Mondiale, la situazione in Germania era caotica: oltre alle macerie da sgomberare, ai danni da riparare, alle strutture da ricostruire e all'inflazione galoppante da fronteggiare, occorreva ripristinare completamente il funzionamento dell'apparato industriale tedesco. Ma risultò difficile anche l'approvvigionamento delle materie prime. Nel caso dell'industria automobilistica vi furono Case automobilistiche costrette a costruire le auto sprovviste di pneumatici, vista la cronica difficoltà da parte dei produttori di reperire caucciù grezzo. La NSU fu tra queste Case automobilistiche: il cliente, comunque raro data la situazione, ordinava una vettura da un listino che nei primi tre anni dopo la fine della guerra comprendeva solo i tre modelli più gettonati prima della guerra, ossia: la 5/15 PS, la 8/24 PS e la 13/35 PS. Questi modelli furono quasi del tutto identici a quelli prodotti in precedenza, salvo alcune modifiche al motore, volte a migliorarne le prestazioni. Così, mentre i due modelli meno impegnativi videro le loro potenze passare rispettivamente a 21 e 32 CV, la 13/35 PS passò a 40 CV e cambiò anche la sua denominazione in 13/40 PS, mentre gli altri due mantennero la denominazione originaria (anche se in alcuni contesti, la 5/15 PS così aggiornata viene spesso indicata come 5/20 PS). La vettura ordinata fu prodotta utilizzando le parti già costruite e poste in stock durante la guerra per far fronte alle richieste dell'impero germanico. Inoltre, come già detto, sarebbe stata cura del cliente reperire gli pneumatici. Per quanto riguarda le carrozzerie, furono riallacciati i rapporti con la Drauz di Heilbronn. Oltre ai modelli citati, la NSU lasciò in listino anche l'autocarro da 2,5 tonnellate, stavolta riallestito per usi civili. Inoltre, furono reintrodotti un paio di modelli motociclistici e tre modelli di bicicletta. Tuttavia la situazione stentava a tornare alla normalità, almeno per alcune Case fra cui la stessa NSU, che nonostante gli enormi guadagni netti percepiti vide il proprio capitale perdere progressivamente valore a causa dell'inflazione e della cronica difficoltà a riavviare la produzione: nel 1920 i tre modelli automobilistici ripresi dalla produzione pre-bellica furono prodotti con il contagocce, in lotti limitati (per esempio 100 esemplari di 13/40 PS e 200 di 8/24 PS). L'anno seguente la situazione cominciò a migliorare visibilmente: l'occupazione tornò ad aumentare (i dipendenti NSU salirono a 2.500) e si cominciò anche a parlare di ampliamento, ma altri aspetti continuarono a rimanere irrisolti, come l'approvvigionamento di pneumatici. I modelli di automobile prodotti subirono aggiornamenti estetica, visibili soprattutto nella calandra, non più ogivale ma rettangolare. Per quanto riguarda la produzione motociclistica, si cercò di dare impulso a questo settore nuovamente attraverso le prime gare del primo dopoguerra. Si cercò di spingere il settore automobilistico grazie al primo Salone di Berlino dopo la guerra, tenutosi alla fine di settembre del 1921. Il modello di punta del listino NSU, la 13/40 PS, vide il proprio motore aumentare di cilindrata e passare così ad un segmento fiscale superiore, pertanto fu ribattezzata 14/40 PS.

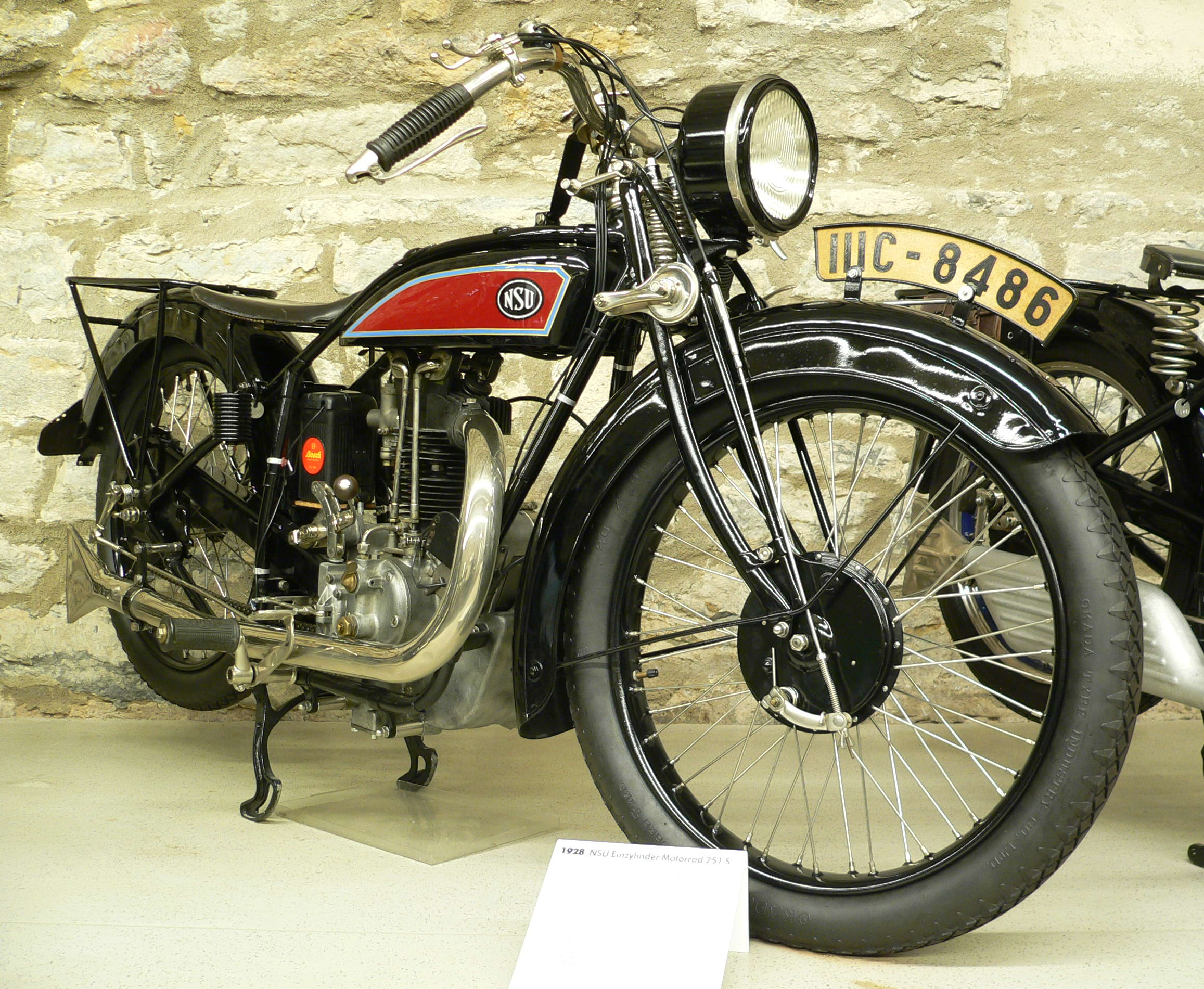
Una NSU 251 S del 1928

I già citati programmi di ampliamento vennero messi in atto nei primi mesi del 1922, quando vennero acquistati due lotti di terreno ad Heilbronn, in maniera tale da razionalizzare la produzione dei tre settori basilari della NSU: biciclette, motociclette ed automobili. In generale, la situazione finanziaria dell'intera Germania rimase catastrofica: i problemi di reperibilità delle materie prime e dell'inflazione rimasero più che attuali. Se nella primavera del 1922 un dollaro valeva 127 marchi, ad agosto ne valeva ben 860, per sfiorare la quota di ben 2.000 marchi solo il mese seguente. La difficile situazione fu sfruttata spesso da personaggi che si lanciavano in ardite operazioni di speculazione borsistica. Tra questi, uno dei più noti dell'epoca fu sicuramente Jakob Schapiro, che già aveva iniziato ad entrare considerevolmente nel capitale azionario (e quindi nel consiglio di amministrazione) di alcune Case automobilistiche tedesche tra cui la Benz, la Daimler, l'Hansa-Lloyd e la carrozzeria Schebera (anch'essa con dei precedenti di collaborazione con la NSU). Ben presto Schapiro rilevò anche la quota di maggioranza del capitale azionario della NSU. Ma Schapiro divenne tristemente famoso per la sua abilità nel rivendere aziende a pezzi e quindi divenne ben presto anche un'ingombrante e poco gradita presenza all'interno di tutti i consigli di amministrazione delle aziende nel cui capitale azionario era entrato.

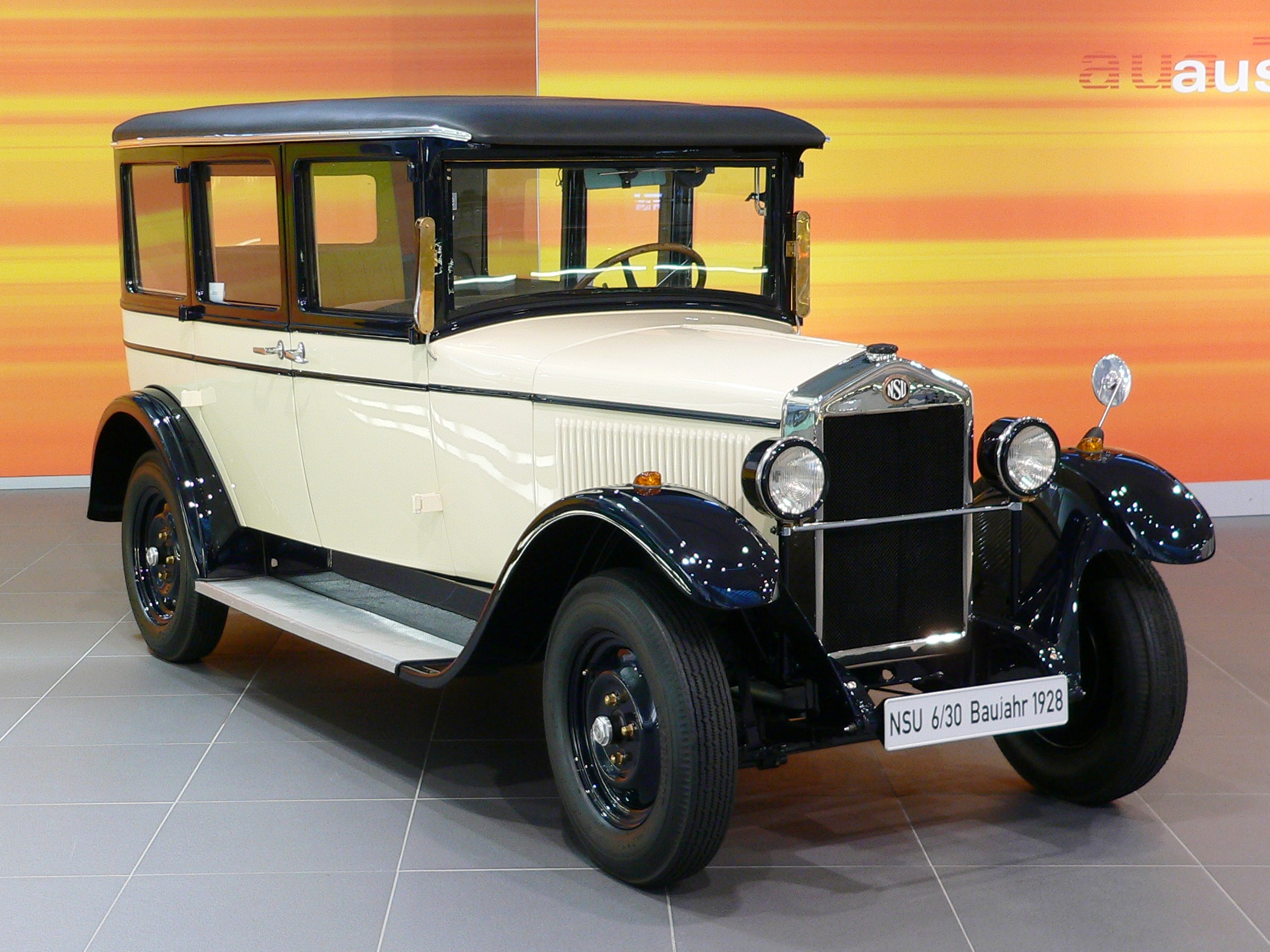
La NSU 6/30 PS fu una delle più piccole 6 cilindri in circolazione all'epoca, ed anche una delle più piccole 6 cilindri di sempre

Nel frattempo, anche la concorrenza creò problemi alla NSU, in quanto ebbe modo di introdurre nelle proprie fabbriche la produzione mediante catena di montaggio, un aspetto che la NSU auspicava, ma che non poté mettere in atto nelle proprie fabbriche a causa della scarsa disponibilità economica. E così, modelli come la Opel Laubfrosch e la spartana ed essenziale Hanomag Kommisbrot divennero tra i modelli preferiti dal pubblico (a danno della NSU 5/20 PS), mentre la produzione automobilistica alla NSU continuò a suon di lotti numericamente limitati, ma via via qualitativamente sempre migliori, grazie a progressi dal punto di vista delle prestazioni, delle finiture e della sicurezza. Tuttavia, a distanza di quattro anni dalla fine della guerra, le vetture furono ancora consegnate senza pneumatici. Nel frattempo, alla fine del 1923 la situazione finanziaria della Germania tornò progressivamente alla normalità grazie all'introduzione del Rentenmark. Nel 1924 la gamma NSU si ridusse a soli due modelli con l'uscita dal listino della 14/40 PS: già i due modelli più economici erano ampiamente inaccessibili ai ceti modesti, persino la già citata concorrente Kommisbrot creava non pochi problemi di acquisto alla classe operaia. Il calo di lavoro alla NSU comportò un deciso taglio di personale: nel 1925 furono mille gli ex-dipendenti NSU rimasti senza occupazione.
Il 2 novembre 1926, Schapiro riunì la NSU e la carrozzeria Schebera di Heilbronn, in un'unica realtà industriale, denominata NSU Vereinigte Fahrzeugwerke AG (Fabbriche Riunite di Veicoli NSU), che però non portò maggiori benefici rispetto a prima. Insomma, la NSU non riuscì ad essere concorrenziale. A ciò si aggiunga anche la rapida penetrazione delle Case americane in Europa, con i loro rivoluzionari metodi di produzione in catena di montaggio. Anche la Citroën, che subito applicava i metodi statunitensi, comparve nei listini tedeschi. Alla NSU, la catena di montaggio fu applicata solo alla produzione motociclistica, ma non a quella automobilistica, che aveva luogo in uno dei due nuovi siti di Heilbronn. Come risultato, si ebbe che mentre la produzione a due ruote stava ottenendo successo grazie ai prezzi concorrenziali che la catena di montaggio permetteva, quella automobilistica stava ottenendo risultati opposti. A poco valsero i tentativi di spiazzare la concorrenza con alcune soluzioni piuttosto originali e sicuramente degne di nota. Tra queste va sicuramente ricordata l'entrata in produzione della 6/30 PS, una delle più piccole vetture dotate di motore a 6 cilindri (la cilindrata fu infatti di appena 1567 cm³).

### Dall'arrivo della Fiat alla Seconda Guerra Mondiale

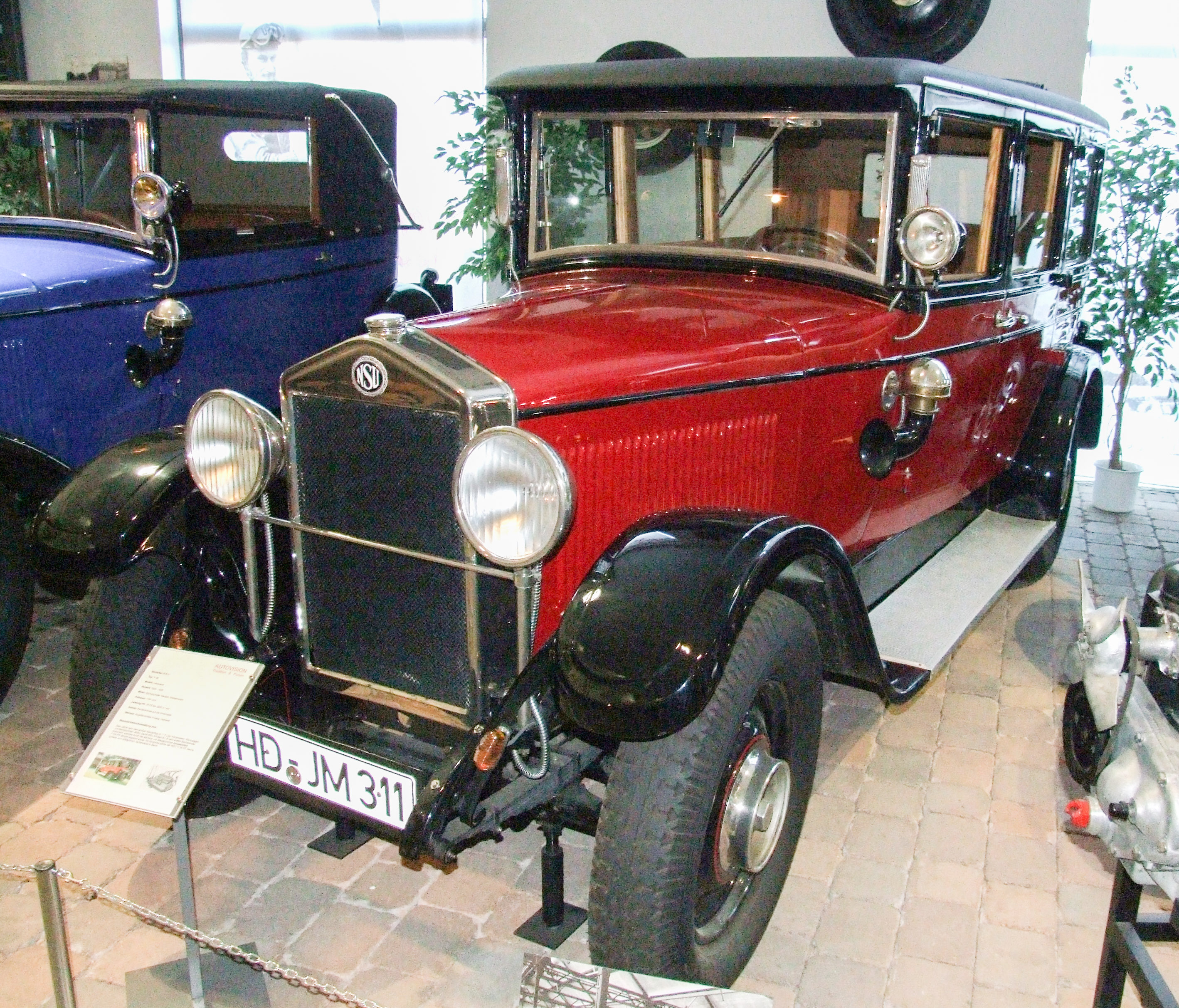
Una NSU 7/34 PS

Ma anche la sia pur originale 6/30 PS non ottenne il successo sperato, e neppure servì a molto l'ingresso in listino della sua naturale evoluzione, denominata 7/34 PS, per cui il bilancio della NSU si trovò ormai impietosamente in rosso. Il 1928 si chiuse con una perdita di 14,8 milioni di Reichsmark (RM) per la NSU. Fu la Dresdner Bank, uno dei più grandi creditori della NSU, ad essersi già mossa per tempo alla ricerca di un acquirente per questa azienda così disastrata. Ancora nel corso del 1928, fu dapprima contattata la BMW, con la quale però non si giunse ad un accordo, e successivamente la Kandelhardt, la Charlottenburger Kraftfahrzeug AG e la Dennewitz Fuhrwesen. Ma anche con queste ultime non si riuscì a concludere. Parte del rifiuto, da parte di queste aziende, di rilevare la NSU fu da ricercare nella presenza stessa di Jakob Schapiro, che non ispirava fiducia, specialmente al momento di esaminare le condizioni imposte da quest'ultimo in fase di trattativa. La soluzione arrivò dall'Italia, e più precisamente da Torino, il più importante nodo dell'industria automobilistica italiana, nonché sede della FIAT. Fu proprio quest'ultima ad aver recentemente scalzato la Citroën dal trono di maggior costruttore europeo e fu proprio quest'ultima a disporre quindi di risorse più che sufficienti a rilevare la NSU in cambio di una sua più incisiva penetrazione nel mercato tedesco. La FIAT era infatti già presente in Germania con due filiali a Monaco di Baviera e a Berlino. Non solo, ma in piccola parte era già azionista della NSU fin dai tempi della sua fusione con la carrozzeria Schebera.
Nel 1929, il colosso torinese rilevò l'intero complesso di stabilimenti situati ad Heilbronn, sia i due fabbricati NSU, sia la ormai ex-carrozzeria Schebera e li riunì sotto una nuova ragione sociale, denominata NSU Automobil AG. Schapiro fu costretto a lasciare il consiglio di amministrazione, nel quale sopraggiunsero invece alcuni esponenti della FIAT, e cioè: l'ing. Guido Soria come presidente del consiglio di sorveglianza della fabbrica di Neckarsulm, nonché membro del consiglio di sorveglianza della NSU Automobil AG; l'ing. Rambaldo Bruschi, vice presidente del consiglio di sorveglianza ad Heilbronn e membro del consiglio di sorveglianza a Neckarsulm. Appare chiaro quindi come anche la fabbrica di Neckarsulm sia entrata nell'orbita della FIAT, pur mantenendo la stessa ragione sociale di NSU Verenigte Fahrzeugwerke. Quest'ultima fu principalmente dedita alla produzione di motociclette e biciclette (ma contribuì anche alla produzione automobilistica fabbricando alcune componenti di autovetture), continuando inoltre a raggiungere lusinghieri risultati commerciali, in perfetto contraltare con quelli poco incoraggianti della sezione automobilistica. Da quel punto in poi, si ebbero quindi due aziende distinte, ma sempre sotto l'egida della FIAT.

#### Produzione ciclistica durante gli anni '30
La produzione ciclistica NSU durante gli anni '30 fu caratterizzata da un livello soddisfacente di vendite, anche in quanto appoggiata da un partner potente come la FIAT. Tuttavia, nel 1936 fu stretto un accordo di collaborazione con la Opel, che cedette la produzione e la commercializzazione delle biciclette alla Casa di Neckarsulm. Fino al 1940 la produzione ciclistica avvenne con il marchio NSU-Opel.

#### Produzione motociclistica fra le due guerre

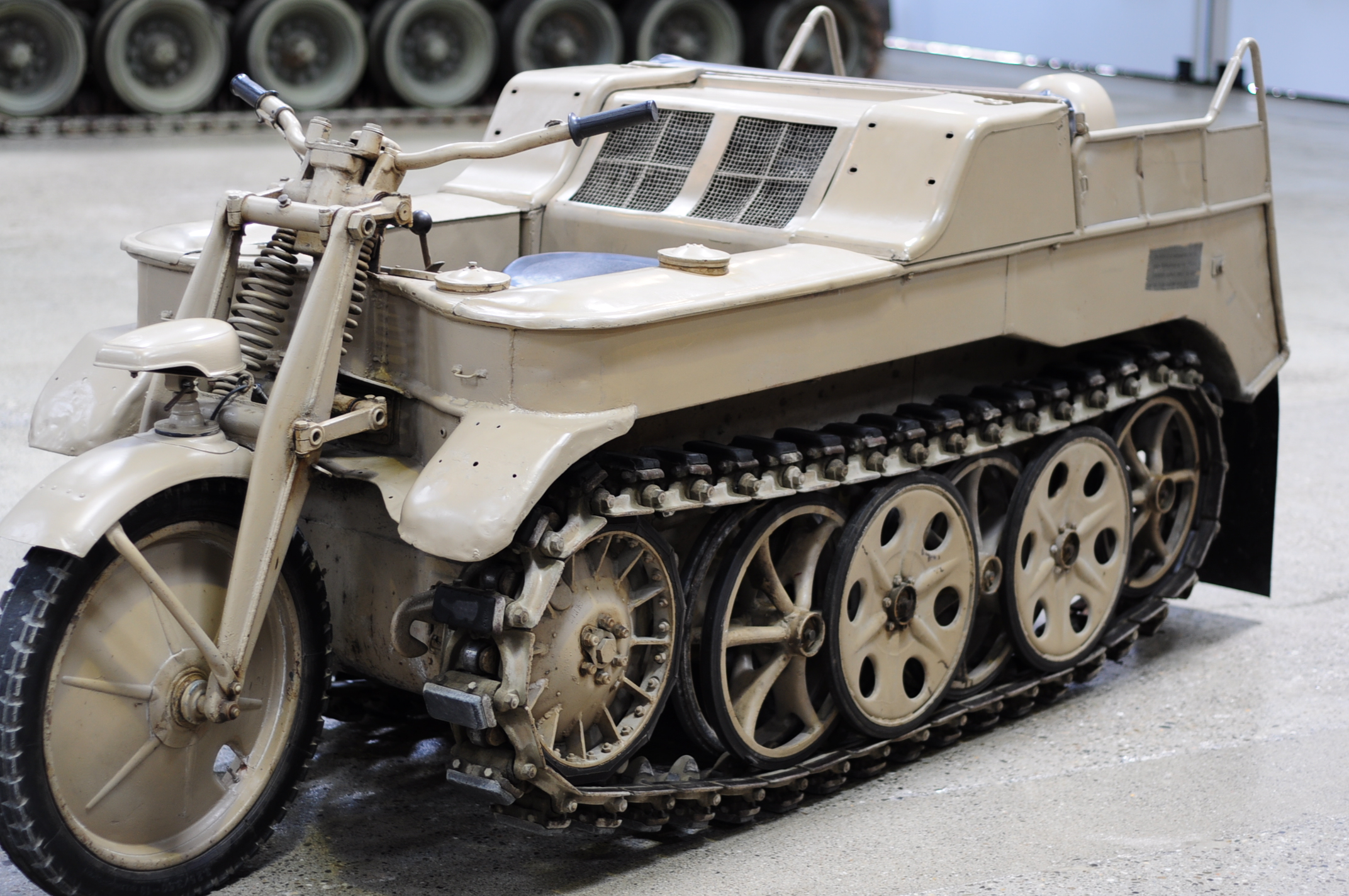
Un esemplare di NSU Kettenkrad, uno strano veicolo cingolato metà motocicletta e metà cingolato, ma con motore automobilistico

La gamma dei motocicli NSU comprendeva, durante gli anni '20 del XX secolo, modelli a 4 tempi tra 200 e 500 cm³ (unica eccezione la 8 PS 1000 cm³ bicilindrica). Nel 1930 arrivarono i primi modelli a 2 tempi: il Motosulm (un motore ausiliario per biciclette da piazzare sopra la ruota anteriore) e le Z 175/201/251. In quello stesso anno fu assunto come progettista l'inglese Walter Moore, proveniente dalla Norton: il suo primo progetto fu la 501 SS, monocilindrica monoalbero da 30 CV. La gamma anni trenta NSU comprendeva, oltre alla SS (disponibile dal 1935 anche di 600 cm³), le OSL (monocilindriche a valvole in testa di 200, 250, 350, 500 e 600 cm³) e il Quick, economica motoleggera spinta da un motore di 98 cm³ a 2 tempi. Un fatto assai importante si ebbe il 5 maggio 1932, quando venne ufficializzata la scissione fra il comparto motociclistico e quello automobilistico. Pertanto, la fabbrica di Neckarsulm uscì dal controllo della FIAT e continuò autonomamente la produzione di motociclette, peraltro con più riscontri rispetto a quello automobilistico. La ragione sociale rimase invariata. Cinque mesi dopo, ad ottobre, la NSU di Neckarsulm rilevò un'altra casa motociclistica tedesca, la D-Rad, dando vita così alla NSU D-Rad Vereinigte Fahrzeugwerke AG. Il successo della produzione motociclistica fu tale che questa nuova realtà industriale riuscì a raggiungere il secondo posto tra i costruttori motociclistici tedeschi, dietro alla DKW, e per un breve periodo, nel 1938, riuscì non solo a scalzare la Casa di Zschopau, ma addirittura a divenire il primo costruttore al mondo! Successivamente alla scoppio della Seconda Guerra Mondiale, la NSU motociclistica continuò a produrre motociclette per conto del regime nazista: uno dei modelli più particolari fu la cosiddetta Kettenkrad, un singolare veicolo semicingolato derivato da una motocicletta e spinto dal motore della Opel Olympia.

#### Produzione automobilistica durante gli anni '30

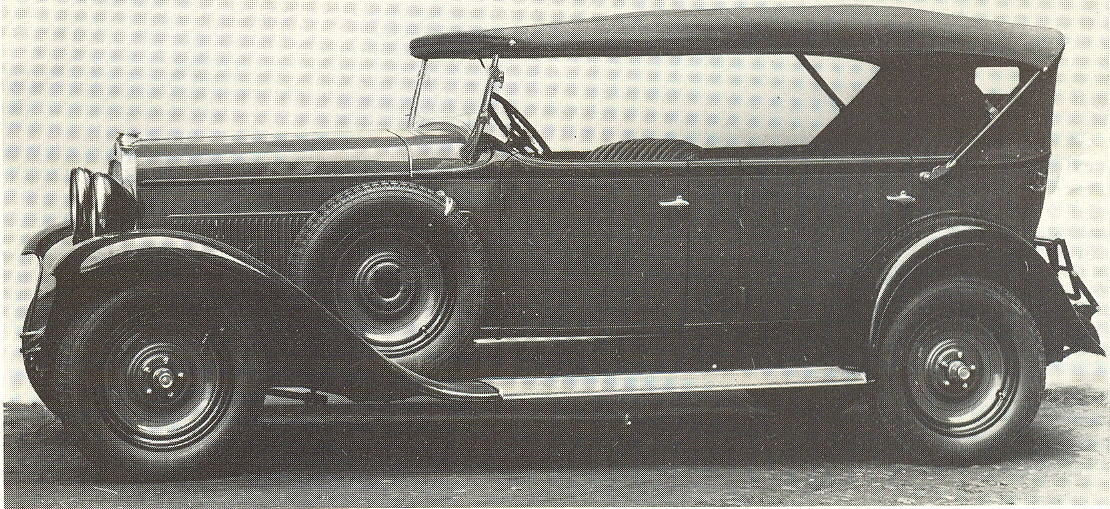
La Fiat 522 fu prodotta anche in Germania come NSU 10/52 PS

Il primo passo compiuto dal complesso industriale di Heilbronn sotto la gestione FIAT fu l'attuazione di tutta una serie di migliorie volte ad aumentare l'affidabilità della 7/34 PS, specialmente dal punto di vista del raffreddamento del motore, che dava alcuni problemi. Le migliorie furono realizzate utilizzando componenti provenienti dal sistema di raffreddamento della Fiat 514. Queste ed altre migliorie contribuirono alla nascita della NSU Modell 405, che fu appunto un aggiornamento tecnico della 7/34 PS. L'auto si dimostrò assai più matura ed affidabile e sarebbe stata pronta per convincere gli scettici, se non fosse stato per una sfortunata congiuntura: alla fine di ottobre del 1929 la Grande depressione pose fine a qualsiasi possibilità di riscatto per questo modello, che comunque rimase in listino ancora per altri due anni e mezzo. Già nel mese di novembre del 1929, vale a dire un mese dopo lo scoppio della crisi, il numero di disoccupati in Germania salì a quota 1,8 milioni, per arrivare a ben 3,32 milioni alla fine di febbraio del 1930. Ciononostante, sotto la FIAT, la NSU Automobil AG concluse il 1930 con un guadagno netto di 5128,31 RM.
Due mesi dopo, al Salone di Berlino del 1931, fu presentata la NSU 10/52 PS, che in pratica altro non fu che una Fiat 522 rimarchiata NSU ed assemblata negli stabilimenti di Neckarsulm ed Heilbronn. In ogni caso, anche sotto la gestione FIAT non vi furono dei veri risultati per quanto riguardava gli utili e la stabilizzazione finanziaria della NSU: nel 1932 la Modell 405 fu tolta di produzione e a quel punto la gamma fu costituita unicamente da un solo modello, la 10/52 PS, tra l'altro non molto accessibile già di suo. Per questo la FIAT cominciò a pensare ad un nuovo modello veramente popolare, veramente economico ed in grado di far breccia nel cuore di una vasta fetta di clientela. In realtà, fu già dall'ingresso della FIAT nel capitale NSU che la Casa torinese cominciò a pensare ad una piccola vettura, una vera superminima in grado di collegare idealmente la produzione motociclistica e quella automobilistica. Per questo, la mente di tutta la dirigenza FIAT ed NSU balzò subito alla soluzione a tre ruote, andando a rispolverare con il triciclo un tipo di vettura con cui la NSU si era già cimentata in tempi ormai lontani. Ma i fondi per finanziare i costi di progettazione scarseggiavano, e comunque a prescindere da ciò non potevano essere elevati, pena le ripercussioni sul prezzo di listino finale. Venne quindi incaricato un ingegnere indipendente, Abram Neiman, affinché progettasse un triciclo a motore. Tra il 1930 ed il 1932 nacquero così alcuni interessanti prototipi, per nulla sgradevoli alla vista ed equipaggiati con un monocilindrico da 494 cm³ derivato da quello della motocicletta 501 TS. Tuttavia, questi prototipi non convinsero fino in fondo, pertanto la collaborazione con l'ingegner Neiman terminò nel 1932. Quest'ultimo, poi, dovette successivamente fuggire dalla Germania in quanto di origine ebrea e quindi esposto al rischio di persecuzioni antisemite da parte del regime nazista che di lì a poco si sarebbe instaurato.

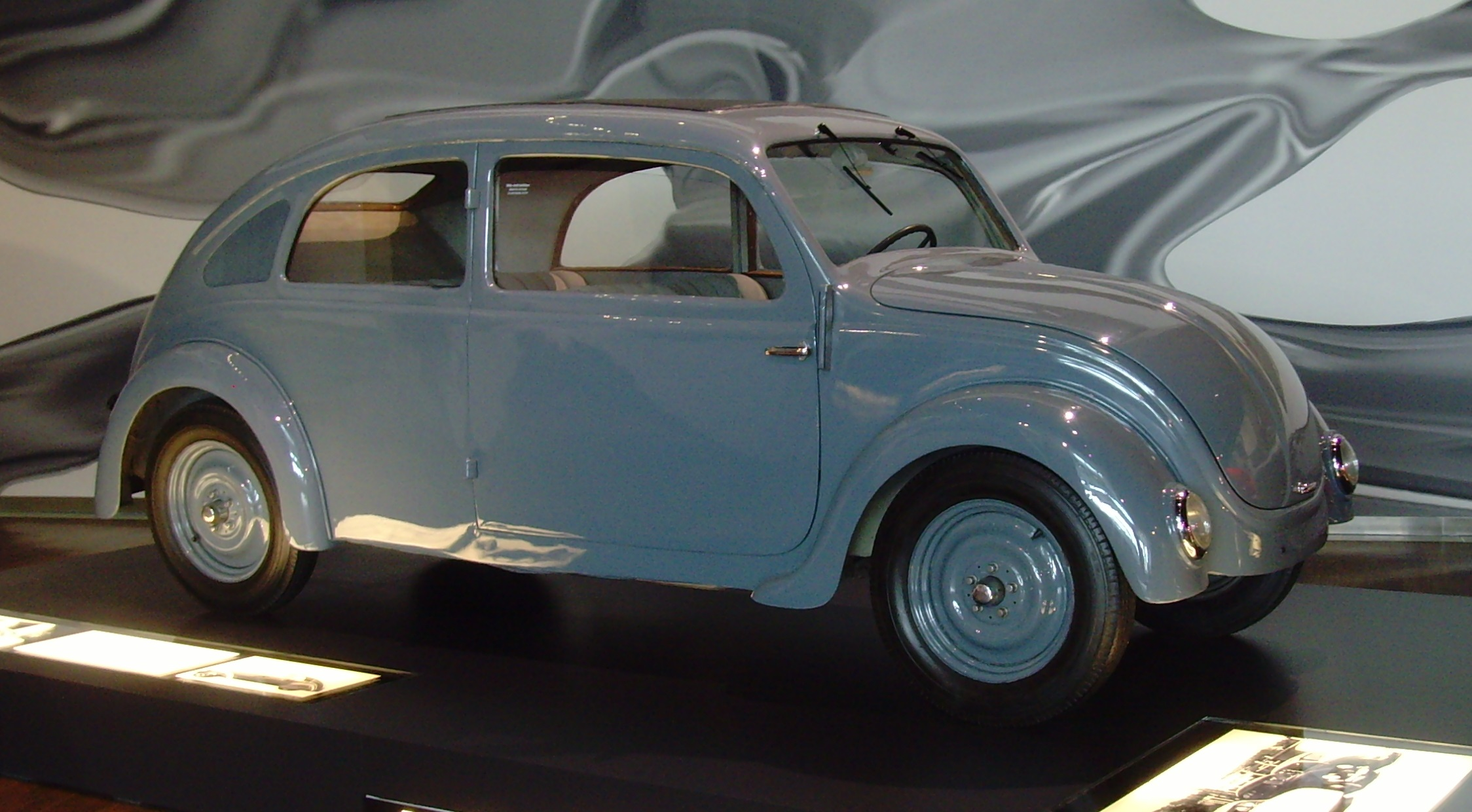
Il prototipo Typ 32, progettato dall'ing.Porsche per la NSU

Nell'agosto del 1933 fu la NSU motociclistica, ormai separata da quella automobilistica, a prendere contatto con l'ing. Ferdinand Porsche, al quale successivamente commissionò la progettazione di una piccola vettura. Il vulcanico ingegnere di origine boema puntò dal canto suo su una soluzione a quattro ruote: il risultato fu il prototipo Typ 32, dotato di una carrozzeria alquanto arrotondata e con motore posteriore di tipo boxer a 4 cilindri da 1,5 litri. Ma al momento di chiedere un prestito alla Dresdner Bank, la NSU D-Rad si vide rispondere picche dai funzionari di banca, ragion per cui fu costretta ad abbandonare il progetto Typ 32. Il prototipo di Porsche non rimase però uno studio a sé stante, in quanto costituirà la base di partenza per la cosiddetta "auto del popolo", il Maggiolino.
Intanto la produzione automobilistica continuò zoppicando vistosamente: nel 1933, mentre il progetto Typ 32 veniva esaminato, la Fiat cominciò a produrre con il nuovo marchio NSU-Fiat e la NSU 10/52 PS fu ribattezzata NSU-Fiat 2500. Questo cambiamento storicamente significativo per la storia della NSU coincise con la scomparsa del marchio NSU autonomo, una scomparsa non definitiva, giacché esso tornerà nel settore automobilistico alcuni anni dopo la fine della Seconda Guerra Mondiale. La produzione automobilistica proseguì con le versioni tedesche della Balilla e della 1500. La produzione della NSU-Fiat terminò nel 1941, con il mondo ormai in piena guerra.

### La ripresa nel dopoguerra

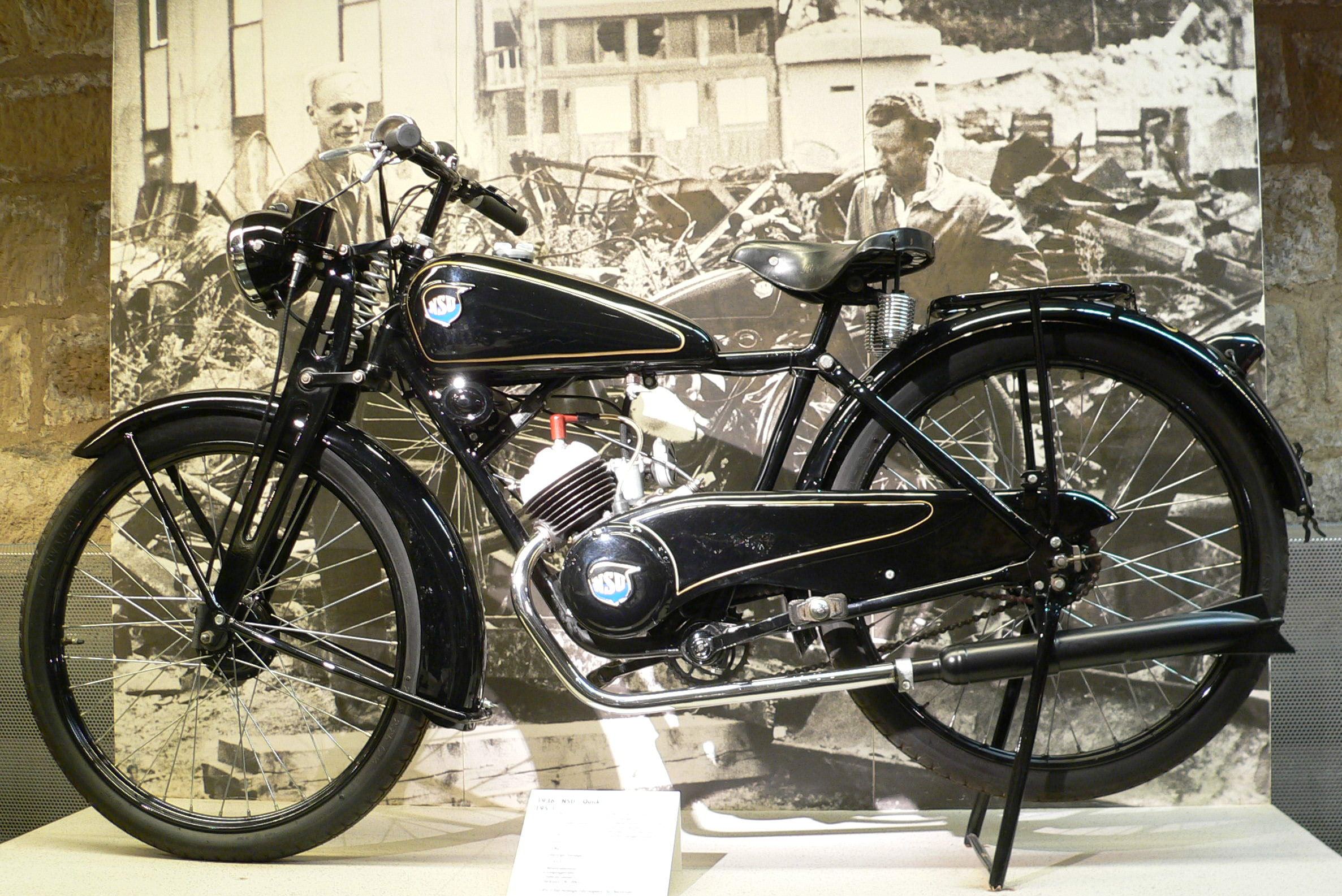
Una NSU Quick, modello del 1936 ripreso anche nel dopoguerra

La ripresa post-bellica dell'attività della NSU fu alquanto faticosa: del resto la situazione fu tutt'altro che agevole. Oltre a fare i conti con una Germania disastrata, in gran parte rasa al suolo e quindi completamente da ricostruire sotto tutti i punti di vista, la NSU dovette vedersela anche con uno stabilimento seriamente danneggiato e con gli ultimi sviluppi industriali che caratterizzarono a suo tempo la storia della Casa sveva durante gli anni trenta del XX secolo: il passaggio sotto il controllo della Fiat, la separazione fra comparto motociclistico e comparto automobilistico, gli affannosi e vani tentativi di realizzazione di una vettura popolare, la scomparsa della NSU come marchio automobilistico autonomo, il passaggio degli impianti di Heilbronn al colosso torinese.

#### Nel settore motociclistico
In conseguenza di ciò, all'indomani della fine della guerra, la NSU si ritrovò a poter disporre del solo stabilimento di Neckarsulm per riavviare la produzione a due e a quattro ruote. Mentre si cercava una soluzione al grosso problema, la NSU riformò anche l'assetto del proprio direttivo: direttore generale dell'azienda fu Walter Egon Niegtsch, già con 17 anni di esperienza alla Opel, mentre il direttore tecnico fu Albert Roder, in forza alla fabbrica di Neckarsulm già dal 1936. Inizialmente fu la produzione motociclistica ad essere avviata, sebbene con modelli pre-bellici. E così tornarono ad essere prodotti modelli come la Quick, la OSL e la Konsul. Accanto a questi modelli si ricominciò anche a costruire biciclette. Ma bisognerà aspettare alcuni anni prima di vedere dei modelli nuovi: la produzione civile riprese infatti nel 1949, con la Fox 98 cm³ 4 tempi, a cui seguì nel 1951 una versione 125 2 tempi. Il 1951 vide anche il lancio della Lux 200 2 tempi e delle Konsul 350/500 4 tempi, mentre del 1952 è l'entrata in produzione della Max 250, spinta da un monocilindrico monoalbero, in cui le camme erano azionate da biellette (anziché, come più usuale, da ingranaggi o catena). Alla gamma si aggiunse, nel 1953, il ciclomotore Quickly. A partire dal 1950, la NSU iniziò a costruire su licenza dell'Innocenti la Lambretta, cui nel 1956 seguirà il Prima, sempre derivato dalla Lambretta. Da segnalare l'originale quadriciclo a 4 posti "Autoscooter", realizzato affiancando due "Lambretta 125 LD" e dotandole di una ridotta carenatura protettiva laterale. Alcuni prototipi dimostrativi vennero inviati al Salone di Torino del 1953, ma il curioso veicolo non entrò in produzione.
Lo sviluppo del settore motociclistico non conoscerà ostacoli ed ancora una volta sarà coronato da risultati eccezionali, fino a raggiungere ancora una volta, nel 1955, il primato di maggior costruttore motociclistico al mondo.
Ma da quel momento in poi si verificò una profonda recessione nel mercato motociclistico, che trascinò con sé i principali costruttori tedeschi, tra cui le due punte di diamante, ossia la DKW e la stessa NSU. Nel 1964 la Casa di Neckarsulm cessò la produzione motociclistica per sempre.

#### Nel settore automobilistico

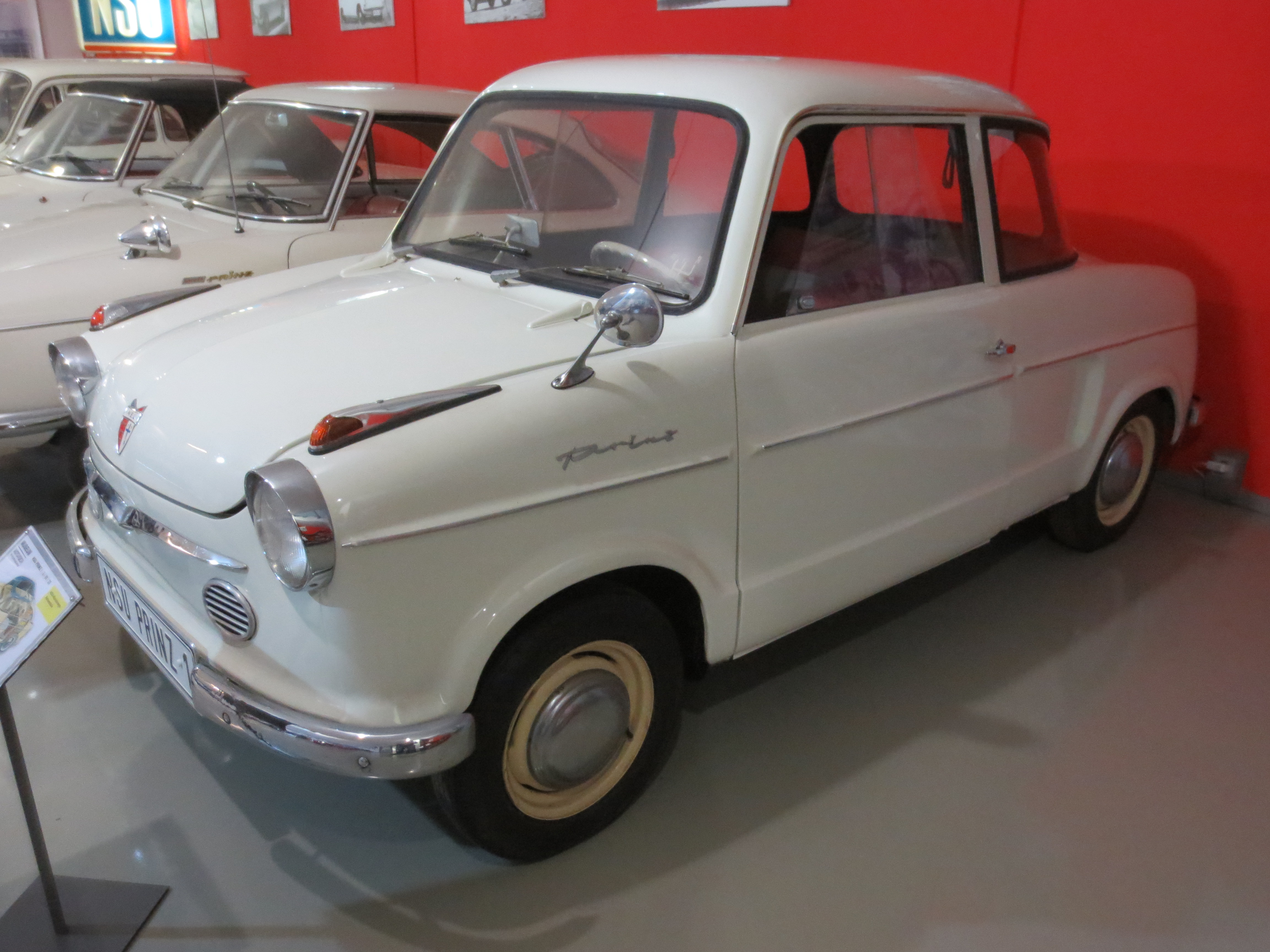
Una NSU Prinz I, prima autovettura NSU di serie del dopoguerra

Per quanto riguarda la produzione automobilistica, l'avvio fu decisamente più stentato: fu solo dopo i primi sette o otto anni di dopoguerra che gli introiti derivanti dalle vendite del settore motociclistico spinsero la dirigenza a pensare di tornare al settore automobilistico. Questo anche perché, se era vero che nella prima metà degli anni '50 la NSU fu tra le leader mondiali delle due ruote, in realtà la stragrande maggioranza delle vendite, e quindi degli introiti, derivava dal successo del neonato settore degli scooter, un settore in cui la NSU stava nettamente surclassando la produzione di motociclette vere e proprie, più potenti e costose, e potenzialmente in grado di assicurare margini superiori. Tuttavia la scarsa percentuale di vendite di motociclette spinse il direttivo a valutare il ritorno alle automobili. Per questo, già nel gennaio 1954, Albert Roder abbozzò uno schizzo di quella che avrebbe potuto essere una prima autovettura con la quale ritornare nel settore delle quattro ruote. Anzi, delle tre ruote, visto che la vettura ipotizzata da Roder era una vettura con una sola ruota posteriore. L'idea fu accolta dal consiglio di amministrazione e nel luglio del 1954 fu così avviato il progetto Typ 30, che si concretizzò l'anno seguente con la realizzazione di alcuni prototipi sui quali furono condotti i primi test per valutare l'affidabilità del motore da 250 cm³ derivato da quello della motocicletta Max. Ma il progetto fu interrotto di lì a pochi mesi per via di numerose pecche relative al comfort ed alla rumorosità, guidicata eccessiva anche in confronto a molte concorrenti tedesche dell'epoca (Isetta, Heinkel Kabine, Fuldamobil S7, ecc). Tuttavia, grande fu lo stimolo a continuare e nel 1957 fu lanciata la prima generazione della Prinz, un modello destinato finalmente ad un buon successo di vendite e la cui carriera si articolerà in più versioni.
Nel frattempo, mentre negli anni cinquanta la NSU otteneva un buon successo con gli scooter e si apprestava a riaffacciarsi nel settore automobilistico, un osservatore vicino studiava con preoccupazione le mosse della Casa di Neckarsulm. Questo osservatore fu la NSU Automobil AG, che negli stabilimenti di Heilbronn aveva anch'essa ripreso la produzione automobilistica, assemblando modelli ripresi dalla propria gamma italiana e rimarchiandoli come NSU-Fiat.
Essa notò come il pubblico facesse confusione ai Saloni automobilistici di quel periodo, ritenendo NSU-Fiat ed NSU fondamentalmente lo stesso marchio, e si rese conto anche della possibilità di trovarsi di fronte ad una scomoda concorrente nel momento in cui la NSU di Neckarsulm avesse fatto ritorno al settore automobilistico. In breve tempo si arrivò alla causa legale, in cui ognuna delle due parti pretese dall'altra la rinuncia all'utilizzo della sigla NSU. La causa sarebbe andata avanti per diversi anni, ma alla fine fu la Casa di Neckarsulm a spuntarla, ottenendo di poter utilizzare in esclusiva il marchio NSU, mentre la Fiat fu costretta a rinunciare a tale utilizzo.

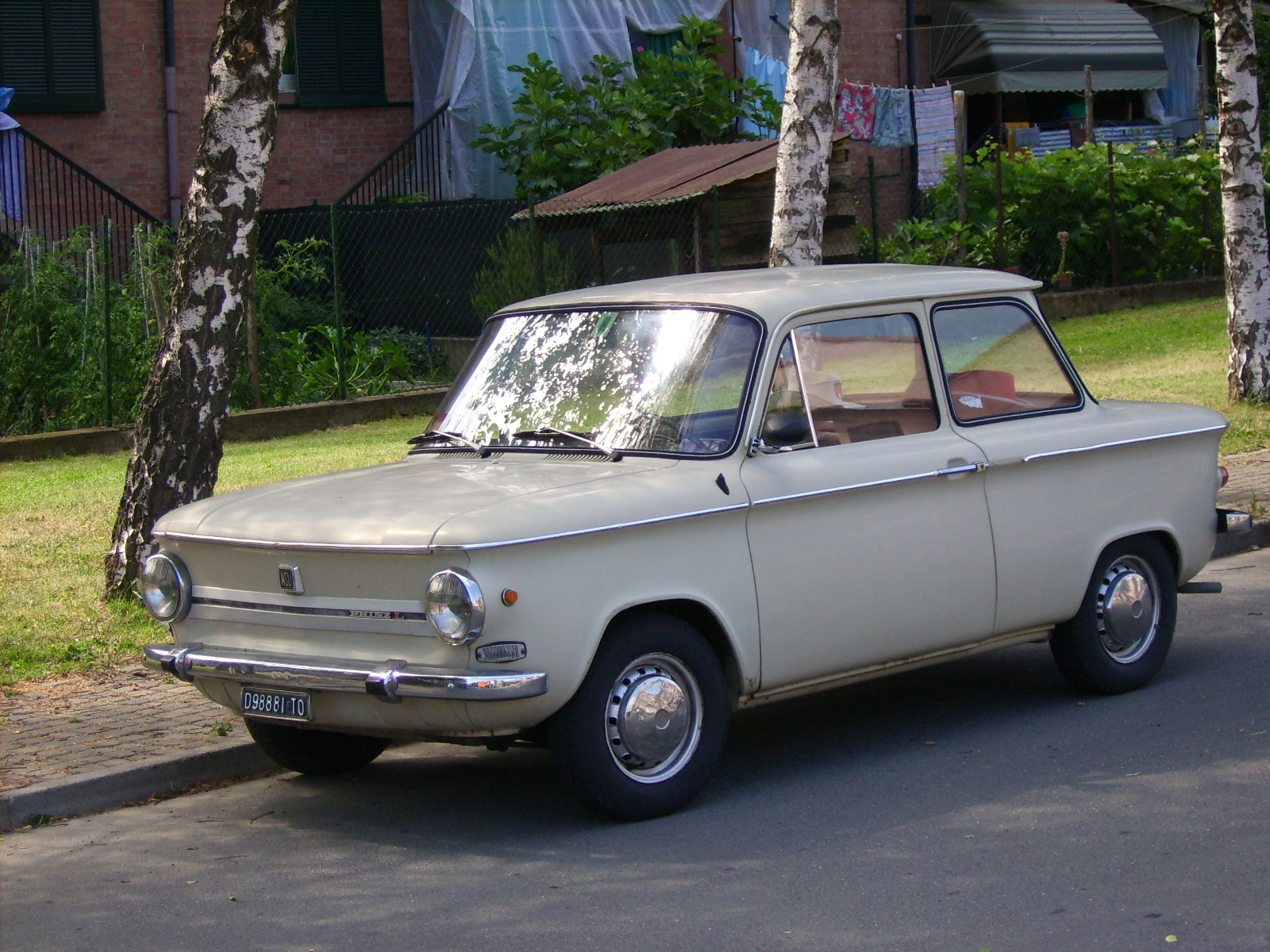
Una Prinz IV, forse la più famosa fra le autovetture della Casa di Neckarsulm

La Fiat non fu l'unica realtà industriale italiana con cui la NSU incrociò il proprio cammino: anche la carrozzeria Bertone passò per un breve periodo attraverso la storia della Casa di Neckarsulm, e lo fece nel momento in cui fu contattata dal costruttore tedesco per realizzare la carrozzeria della sua piccola sportiva, la NSU Prinz Sport.

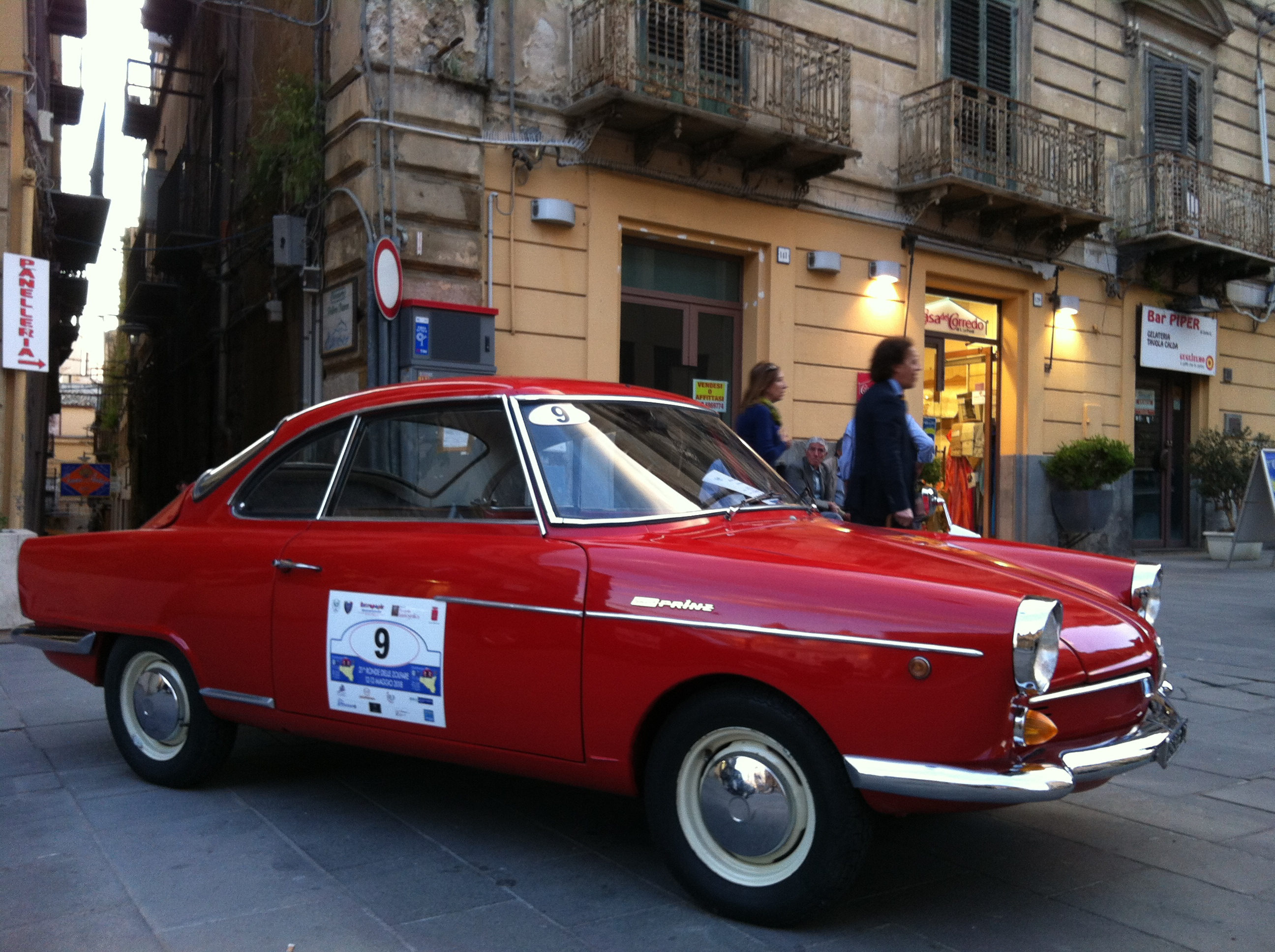
Elegante linea della sport disegnata da Bertone

Sulla base di quest'ultima, venne in seguito realizzata anche una piccola spider, denominata NSU Spider e caratterizzata dalla presenza di un inedito motore Wankel. Tale motore poté essere costruito e montato dalla Casa tedesca sulle sue vetture in virtù del fatto di aver acquisito la licenza anni prima proprio dal suo ideatore, l'ingegner Felix Wankel. In seguito, per contenere i costi e permettere anche ad altre Case interessate di sperimentare il motore Wankel, strinse un'alleanza con la Citroën, la Comobil, poi evolutasi nella Comotor.
Intanto, il desiderio da parte della NSU di espandere la produzione in altre fasce di mercato, ma anche la cautela dovuta all'ancora fragile situazione finanziaria della Casa tedesca, fece sì che dalla Prinz IV, forse la più famosa fra le Prinz, venne derivata una serie di modelli di fasce superiori: la Prinz 1000, la Typ 110 e le sportive NSU TT e TTS, che seppero farsi valere anche in campo agonistico.

### L'esperienza con il Wankel
Il legame fra la NSU ed il motore Wankel risale al dicembre del 1951, quando la Casa di Neckarsulm si accordò con Felix Wankel, titolare del brevetto per il motore rotativo che portava il suo nome, per l'acquisizione della licenza di fabbricazione di tale motore. Inizialmente, i motori progettati e costruiti in via sperimentale erano del tipo DKM, ossia in cui sia il rotore interno allo statore, sia lo statore stesso ruotavano a velocità differenti. Solo in seguito si approdò al sistema KKM, meno complicato e meno soggetto a pecche di funzionamento. In ogni caso, il grave problema cui andava incontro qualunque progettista di motori Wankel era quello relativo alla tenuta stagna che per ognuna delle tre camere di scoppio avrebbe dovuto essere garantita, ma che di fatto si rivelò un problema di difficile soluzione. Nel corso degli anni furono ideati numerosi tipi di guarnizione, che però non diedero risultati definitivi in termini di affidabilità. Durante gli anni cinquanta, si lavorò incessantemente alla ricerca di una soluzione affidabile per questi motori, dei quali furono realizzati anche alcuni prototipi applicati a muletti motociclistici.
Fu solo nel 1964 che venne lanciata la prima delle due NSU a motore rotativo, ossia la Spider Wankel. Nel frattempo, la NSU vendette la licenza alla giapponese Mazda, allo scopo di ricavare ulteriori fondi da destinare alla ricerca per questo tipo di motore. È chiaro quindi che la Casa tedesca stava facendo i conti anche con il budget, con i costi di progettazione e sviluppo del Wankel. Ma in ogni caso, il campo della possibili applicazioni di un motore rotativo fu esteso ad una nuova vettura di fascia alta, che avrebbe dovuto contrastare nientemeno che un modello d'avanguardia come la Citroën DS, grazie alla presenza di un motore innovativo come il Wankel. Il progetto fu avviato già nel corso del 1962, ma i cronici problemi di progettazione relativi alla tenuta delle guarnizioni fecero allungare i tempi di sviluppo. La vettura definitiva fu immessa nel mercato alla fine del 1967 con il nome di Ro80. I problemi meccanici incontrati da tale modello, sia pure innovativo, ne minarono in profondità l'esito commerciale, nonostante un'accoglienza inizialmente molto calorosa e nonostante il titolo di Auto dell'anno per il 1968. Per questo la NSU, negli anni seguenti, rivisitò a più riprese il birotore Wankel della sua ammiraglia. Inoltre, gli enormi costi di progettazione e realizzazione sostenuti per il Wankel portarono la NSU al collasso finanziario, tanto che si rese necessario trovare un acquirente.

### Dall'arrivo dell'Audi alla chiusura

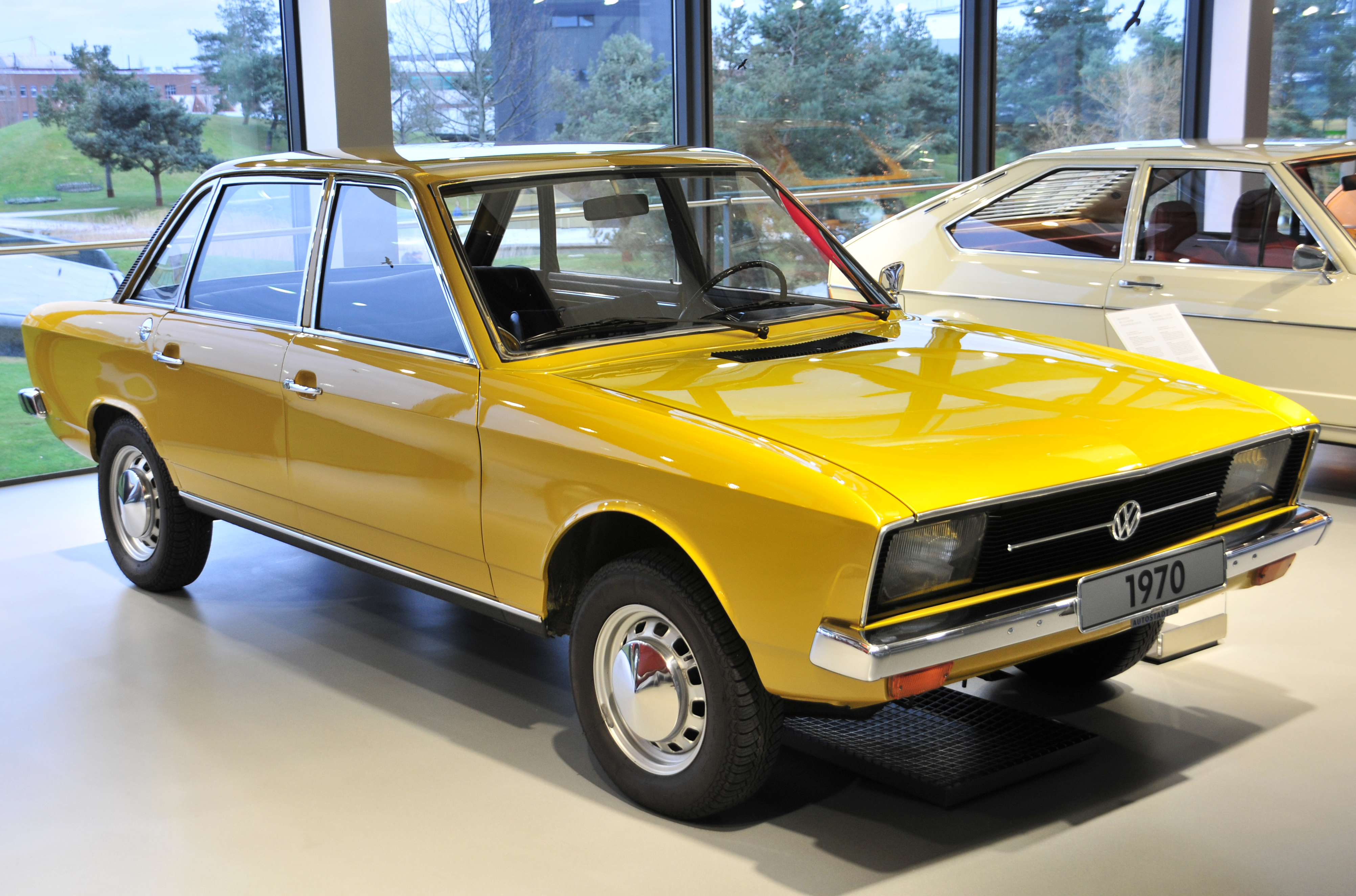
Una K70, marchio Volkswagen ma progetto NSU

Nel frattempo, in affiancamento alla Ro80, la NSU decise di realizzare anche un modello di fascia medio-alta dalla meccanica più convenzionale, per venire incontro alle esigenze di una clientela più conservatrice. Il risultato fu la K70, una berlina a tre volumi dalle linee classiche e meno ardite rispetto alla Ro80. Ma l'ingresso del gruppo Volkswagen nel capitale della NSU, avvenuto nel 1969, pose un freno ai propositi della NSU stessa: la K70 non sarebbe stata mai commercializzata con il marchio NSU bensì con quello della Volkswagen. Quanto alla NSU, essa sarebbe stata fusa con l'Auto Union (di proprietà del colosso di Wolfsburg), dando origine alla Audi NSU Auto Union AG. In pratica, le due gamme di modelli NSU ed Audi furono viste come un'unica gamma, che andava dalla piccola Prinz IV alla Ro80, passando per le berline Audi 75 e 100. La fusione fu formalizzata il 21 agosto 1969 con la firma dell'accordo fra la Volkswagen e la NSU.
Ma oramai non vi sarebbe stato più spazio per nuovi progetti: la Ro80 stava perdendo rapidamente mordente nel mercato automobilistico, e così pure i modelli di fascia inferiore, più economici ma anche decisamente troppo superati se rapportati alla concorrenza. Durante la prima metà degli anni '70 vennero via via cancellati dal listino tutti i modelli NSU a trazione posteriore, sostituiti da modelli Volkswagen più moderni. Rimase solo la Ro80, che resistette fino al 1977. Con la sua successiva uscita di scena, anche il marchio NSU scomparve definitivamente dai listini europei. Il nome NSU scomparve invece dalla ragione sociale dell'Audi solo nel 1985, quando fu registrata la Audi AG.

### L'attività sportiva

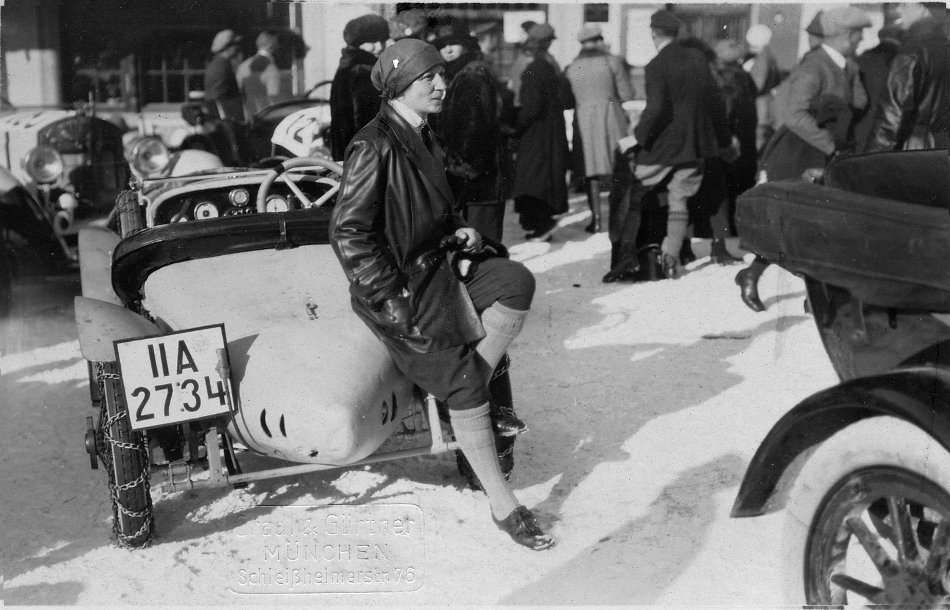
Hilda Wickenhäuser, una delle prime pilote automobilistiche

La Casa di Neckarsulm sfruttò subito le manifestazioni sportive come veicolo pubblicitario per catturare l'interesse della potenziale clientela. Le prime competizioni che videro la partecipazione della Neckarsulmer Fahrradwerke AG sono datate 1900 e riguardarono ovviamente solo l'allora nascente produzione motociclistica. Fin da subito, le numerose vittorie diedero visibilità alla Casa sveva, che quindi ottenne anche molti riscontri dal punto di vista delle successive vendite. Tali vittorie servirono anche a mettere in luce il talento di piloti come Martin Geiger (vincitore alla Feldbergprüfung del 1904) oppure come Gertrude Eisenmann, una delle primissime (se non la prima in assoluto) donne motocicliste della storia. Le prime competizioni automobilistiche della NSU si ebbero invece nel 1908: fu in quest'anno che la Casa di Neckarsulm comparve tra i partecipanti alla Prinz-Heinrich Fahrt. In ogni caso, la notorietà della NSU in campo agonistico fu principalmente legata alle competizioni motociclistiche, grazie alle quali si ottennero numerose vittorie di rilievo, come quella al Tourist Trophy del 1907 (con Karl Gassert come pilota) o come quella del Semmering, in Austria. Durante il solo biennio 1913-1914 furono ben 375 le vittorie della NSU in campo motociclistico.
Negli anni cinquanta la Casa di Neckarsulm ritornò alle competizioni (cui si era dedicata con alterne fortune negli anni trenta), riuscendo ad aggiudicarsi vari titoli mondiali nelle classi 125 e 250 del Motomondiale.

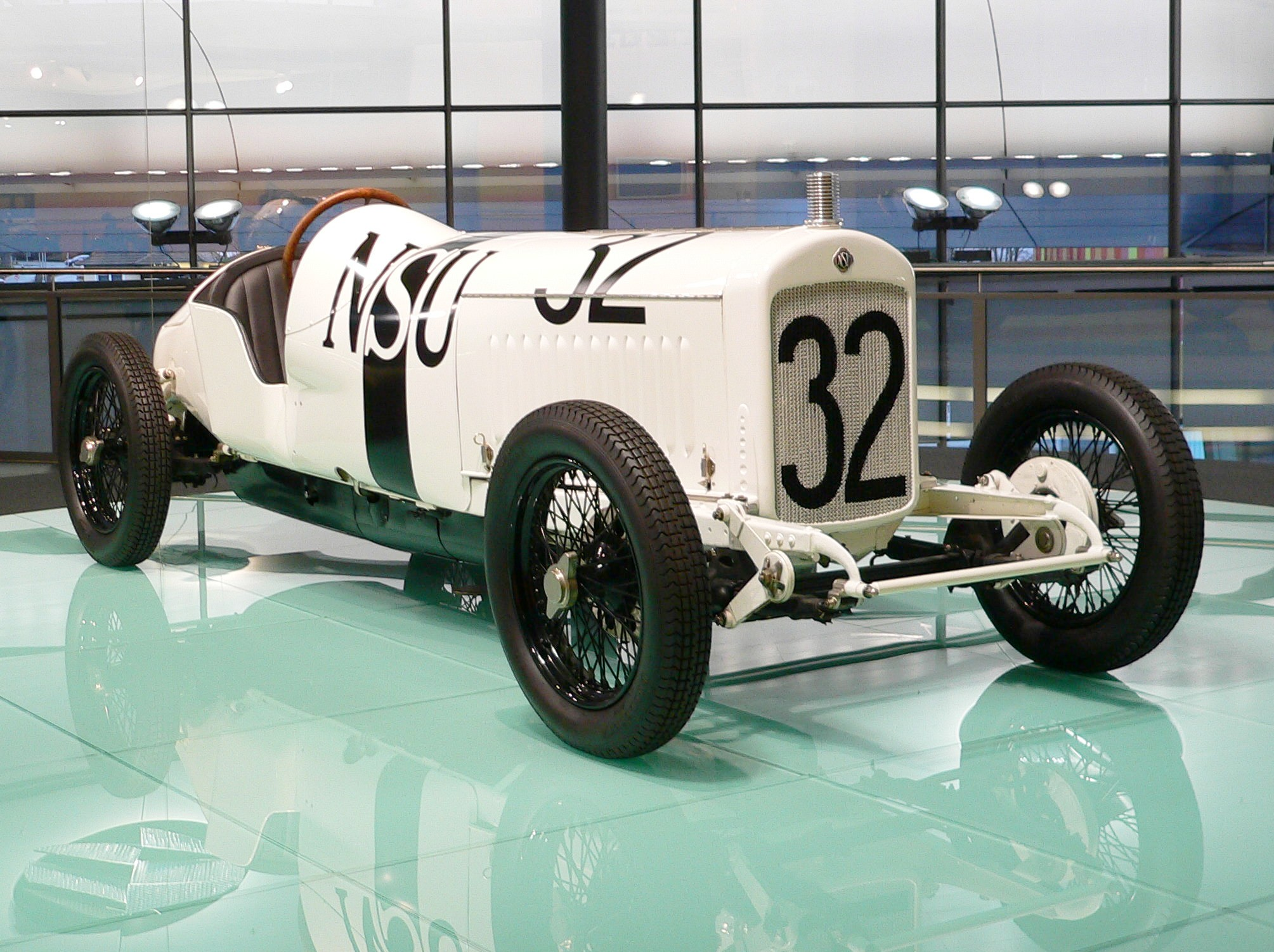
Una NSU 6/60 PS con compressore volumetrico

Una maggiore presenza automobilistica nelle competizioni si ebbe dopo la fine della Prima Guerra Mondiale e finalmente anche in tale settore cominciarono ad essere registrate le prime vittorie, come quella del 1921 all'AVUS, dove una 8/24 PS ottenne una vittoria di classe. Due anni dopo, la stessa manifestazione vide una tripletta di NSU 5/15 PS, vincitrici nella categoria vetturette. Anche le competizioni automobilistiche misero in evidenza una donna pilota: questa volta si trattò di Hilda Wickenhäuser, guarda caso proveniente da una famiglia di commercianti di motociclette, dalla quale ereditò la passione per i motori. Tra i modelli tecnologicamente più interessanti vanno senz'altro citati i due dotati di sovralimentazione mediante compressore volumetrico, la prima basata sulla 5/15 PS e la successiva motoristicamente inedita e denominata 6/60 PS, con motore a 6 cilindri che servirà come base per la 6/30 PS di serie. Proprio questo modello inanellò una serie di vittorie assai significative, grazie alla validità del progetto, ma anche al talento di un giovane pilota tedesco, August Momberger, che in seguito continuerà la sua carriera approdando dapprima alla Daimler-Benz e successivamente alla Auto Union. Con Momberger, la 6/60 PS si aggiudicò la Taunus-Rennen del 1925, mentre l'anno dopo al Gran Premio di Germania disputatosi all'AVUS, altri quattro piloti (Georg Klöble, Josef Müller, Ernst Islinger e Jakob Skoll) si produssero addirittura in una vittoriosa quaterna nella categoria 1,5 litri.

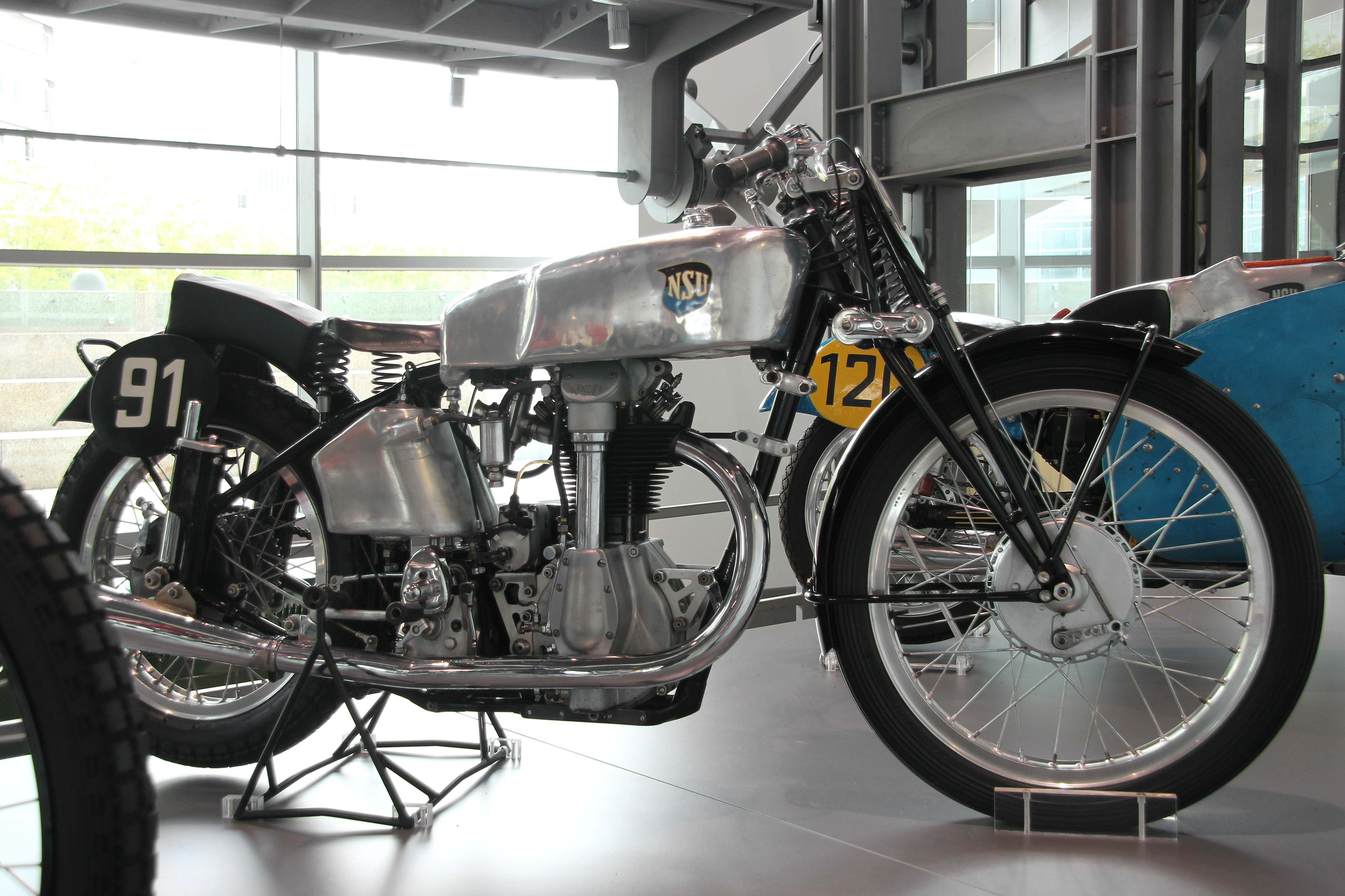
La NSU SS 500, una delle motociclette più vittoriose degli anni '30 del XX secolo

La crisi nel settore automobilistico, che avrebbe accompagnato la NSU lungo tutti gli anni trenta del secolo scorso, lasciò campo libero alle competizioni motociclistiche: qui si ebbero nuovamente numerose vittorie, specialmente con motociclette dotate di motori da 500 cm³ e progettate dall'ingegnere inglese Walter William Moore. In tale classe, la NSU si rivelò praticamente imbattibile e fu un pilota in particolare, anch'egli inglese, a distinguersi grazie ad una lunga serie di vittorie. Questo pilota fu Tom Bullus e sue furono le vittorie nei circuiti di Solitude e del Nürburgring, ma anche nelle corse di montagna come la Gaisbergrennen di Salisburgo, (Austria), la Bergrennen del passo del Klausen (Svizzera) ed il Großen Bergpreis von Deutschland. Sul finire del decennio, si tentò di installare un compressore volumetrico anche sulle motociclette, ma lo scoppio della Seconda Guerra Mondiale soffocò questo proposito sul nascere.
L'esordio nel Mondiale della NSU fu nel 1951, con una sfortunata 500 4 cilindri bialbero. L'esperienza fatta con questa moto fu però importante: dal suo motore (opportunamente "affettato") nacquero la Rennfox 125 e la Rennmax 250 dominatrici delle rispettive classi nel biennio 1953-1954. La morte di Rupert Hollaus durante le prove del GP delle Nazioni 1954 scosse però l'ambiente, e la Casa decise di ritirarsi. Nel 1955, però, apparve sulle piste una nuova NSU, la Sportmax 250, derivata dalla "Max" di serie. Affidata ad alcuni piloti assistiti dalla Casa (tra cui Sammy Miller, John Surtees e Hans Baltisberger), vinse il Campionato del Mondo con Hermann Paul Müller, il quale approfittò di una squalifica comminata a Bill Lomas.

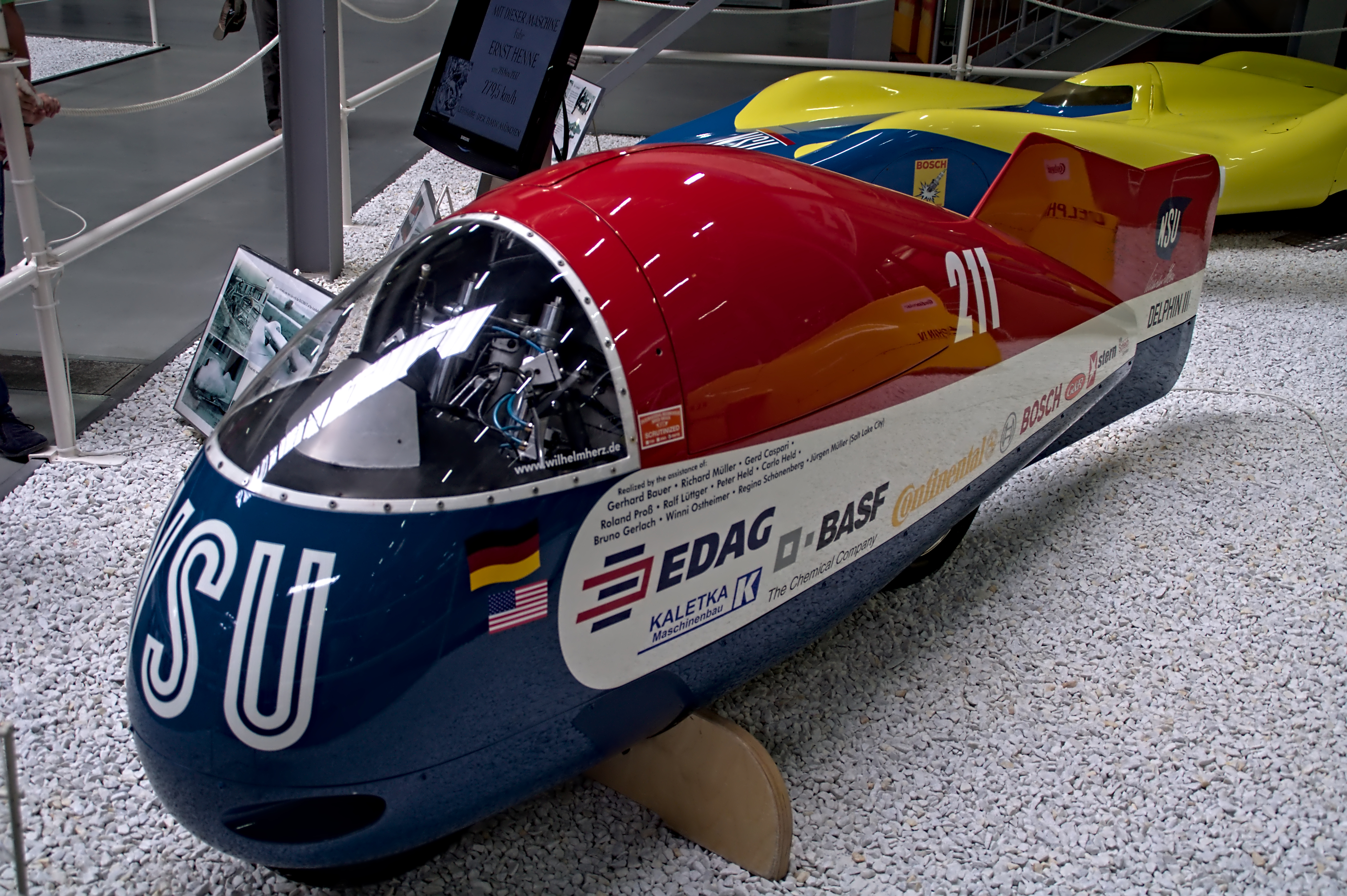
La Delphin III, che nel 1956 sfiorò i 340 km/h

Non vanno dimenticati i record stabiliti da due esemplari equipaggiati con carenature aerodinamiche e realizzati dal progettista Gustav Adolf Baumm. Questi due esemplari, denominati Baumm I e Baumm II, montavano rispettivamente un motore da 50 cm³ ed uno da 98 cm³, con potenze di 3,4 e 7,2 CV. Tra il 1954 ed il 1955 stabilirono due record di categoria, raggiungendo rispettivamente 127 e 178 km/h di velocità massima.
Il 4 agosto 1956 un'altra motocicletta, denominata Delphin III ed equipaggiata con un motore da 500 cm³ dotato di compressore volumetrico e carrozzeria aerodinamica, stabilì sul lago di Bonneville (Utah) il record di velocità massima "volando" a 339,635 km/h. A pilotare questa velocissima motocicletta fu Wilhelm Herz, in forza alla NSU già dal 1939.

NSU: le motociclette da competizione
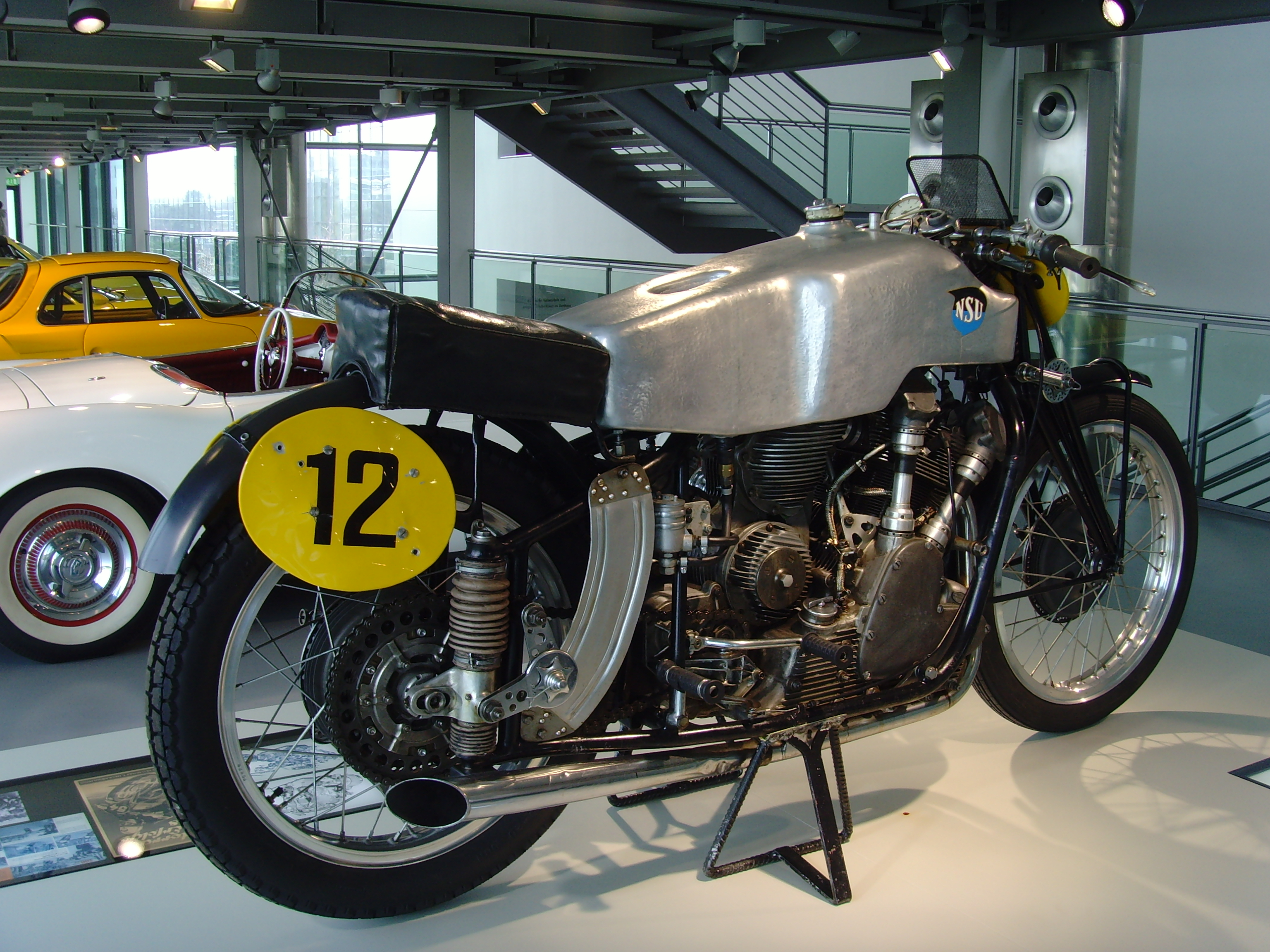
NSU RK II (1949)
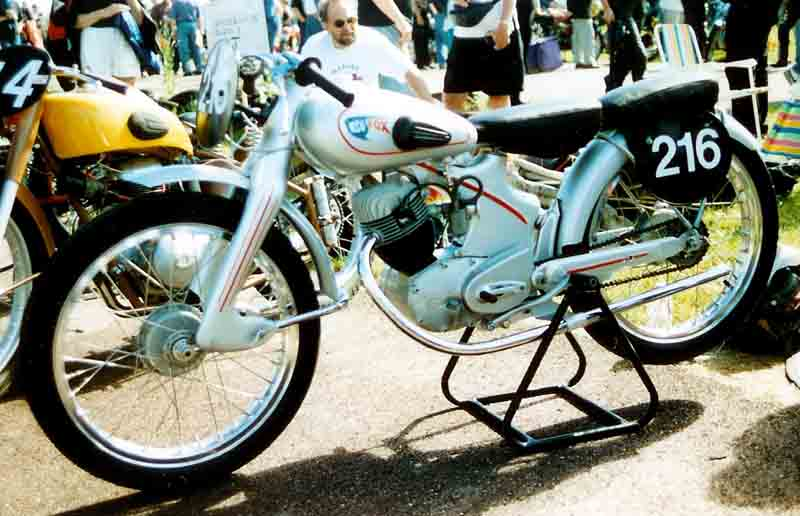
NSU Sport Fox (1950)
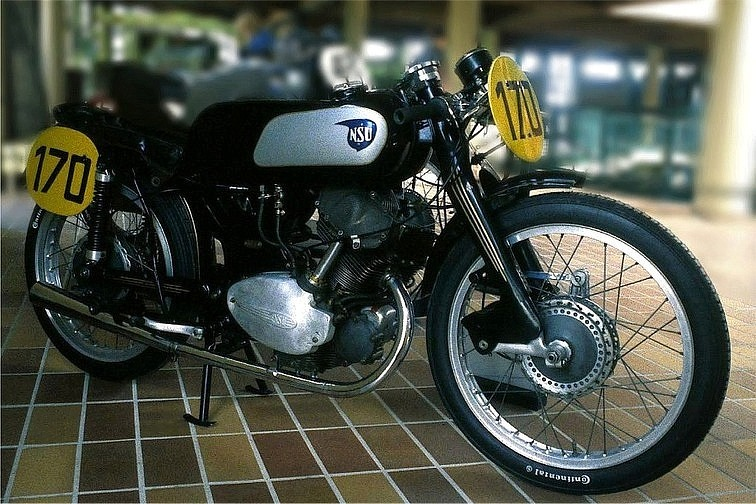
NSU Rennfox (1952)
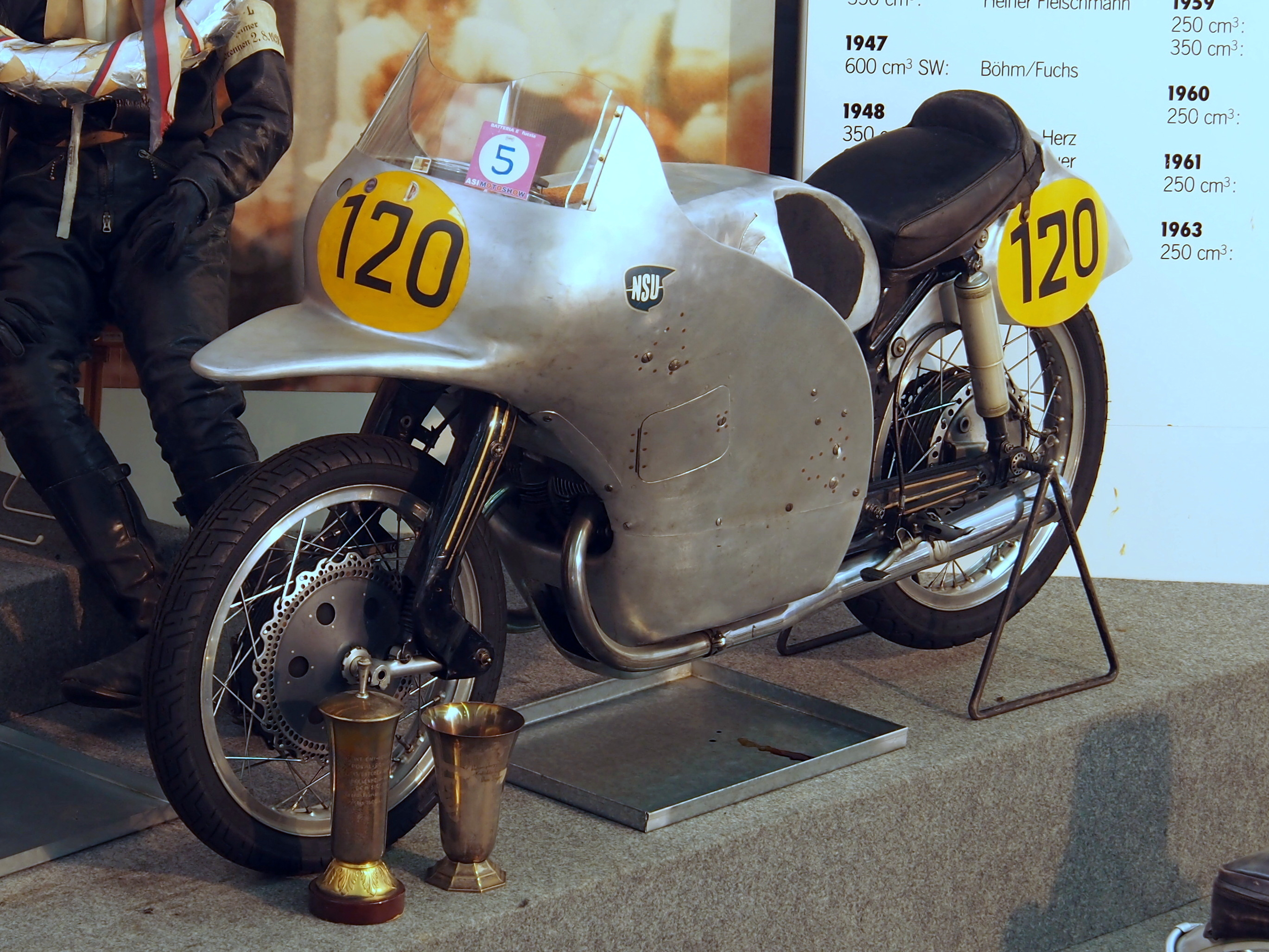
NSU Rennmax 250 (1954)
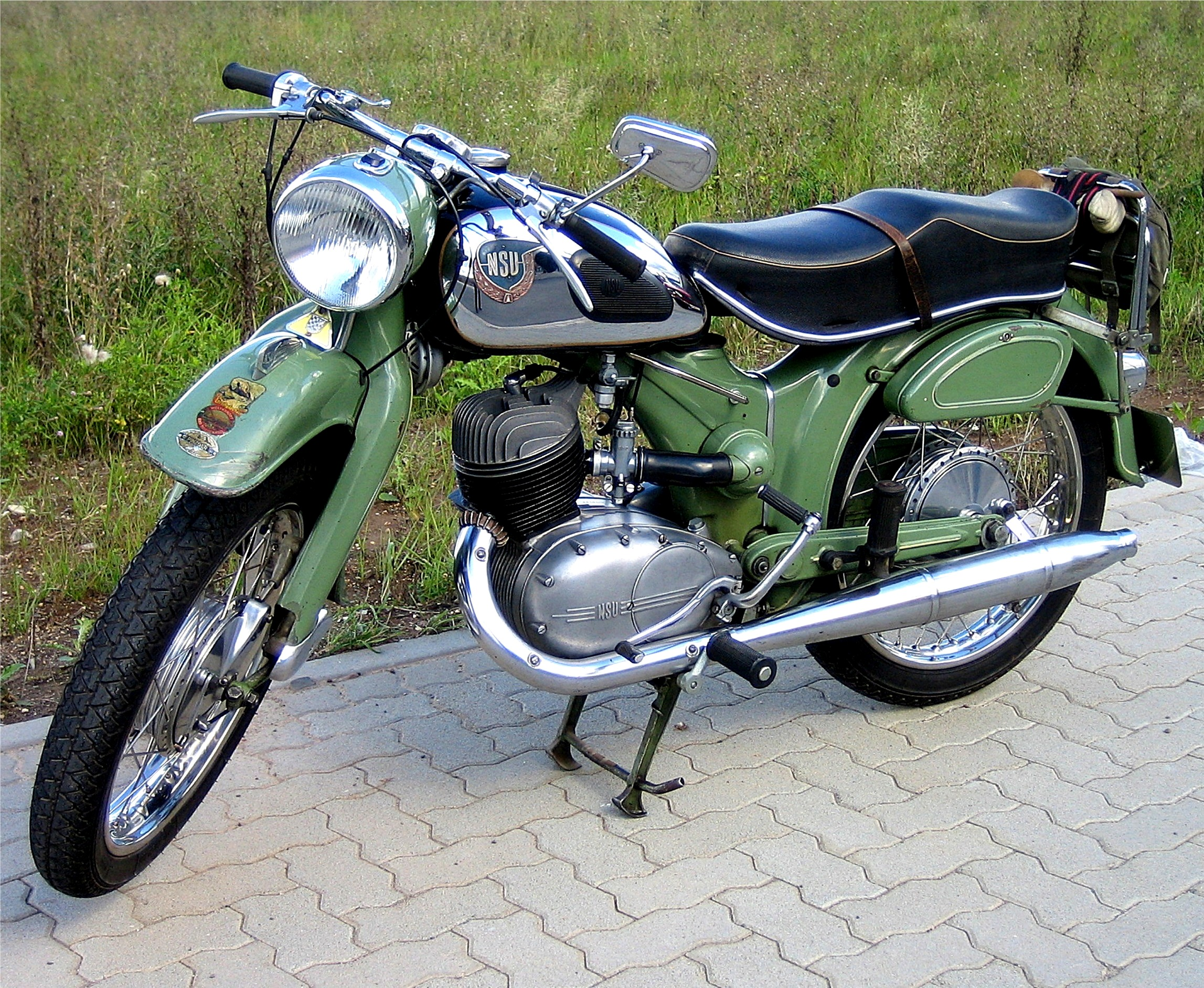
NSU Superlux (1955)